# Melodifestivalen 2017
Le Melodifestivalen 2017 est le concours de chansons permettant de sélectionner le représentant de la Suède au Concours Eurovision de la chanson 2017, qui se déroulera à Kiev, au Centre d'exposition internationale. Il consistera en quatre demi-finales (Deltävling), rassemblant sept artistes chacune, une deuxième chance (Andra Chansen) et une finale.
Le concours a débuté le 4 février 2017 à raison d'une émission chaque samedi à 20h et la finale a eu lieu le 11 mars 2017. Il a été remporté par Robin Bengtsson et sa chanson I Can't Go On. Il représentera donc la Suède au Concours Eurovision de la chanson 2017, à Kiev.

## Format
Comme tous les ans, c'est par le biais du Melodifestivalen que seront choisis l'interprète et la chanson qui représenteront la Suède au Concours Eurovision de la chanson. L'édition 2017 du Melodifestivalen sera présentée par Clara Henry, David Lindgren et Hasse Andersson. Les 28 chansons et leurs artistes ont été répartis dans quatre demi-finales qui se dérouleront les 4, 11, 18 et 25 février. L'épreuve de rattrapage aura lieu le 4 mars et enfin la finale le 11 mars.
Sept chansons concourront dans chaque demi-finale. Seules deux d'entre elles se qualifieront directement pour la finale tandis que les troisièmes et quatrièmes de chaque demi-finale devront participer à l'épreuve de l'Andra Chansen (seconde chance en français) qui leur donnera une seconde chance de se qualifier en finale.

## Demi-finales
- Candidat qualifié en finale
- Candidat qualifié en Seconde Chance

### Première demi-finale
La première demi-finale a eu lieu le 4 février 2017 au Scandinavium à Göteborg. Durant cette demi-finale il y a eu 5 706 113 votes.
| # | Artiste            | Chanson (Traduction)             | Compositeurs                                                                                          | Votes Manche1 | Votes Manche 2 | Total     | Place | Résultat       |
| - | ------------------ | -------------------------------- | --- | ------------- | -------------- | --------- | ----- | -------------- |
| 1 | Boris René         | Her Kiss (Son baiser)            | Tim Larsson, Tobias Lundgren                                                                          | 895 618       | 89 512         | 985 130   | 3e    | Seconde chance |
| 2 | Adrijana           | Amare (Aimer)                    | Martin Tjärnberg, Adrijana Krasniqi                                                                   | 407 097       | —              | 407 097   | 6e    | Éliminée       |
| 3 | Dinah Nah          | One More Night (Encore une nuit) | Thomas G:son, Jimmy Jansson, Dinah Nah, Dr. Alban                                                     | 693 220       | 42 010         | 735 230   | 5e    | Éliminée       |
| 4 | De Vet Du          | Road Trip                        | Johan Gunterberg, Christopher Martland                                                                | 870 399       | 48 384         | 918 783   | 4e    | Seconde chance |
| 5 | Charlotte Perrelli | Mitt liv (Ma vie)                | Charlotte Perrelli, Lars Hägglund                                                                     | 399 536       | —              | 399 536   | 7e    | Éliminée       |
| 6 | Ace Wilder         | Wild Child (Enfant sauvage)      | Peter Boström, Thomas G:son, Ace Wilder                                                               | 981 435       | 84 811         | 1 066 246 | 2e    | Finaliste      |
| 7 | Nano               | Hold On (Tiens bon)              | Nano Omar, Gino Yonan, Ayak, Carl Rydén, Christoffer Belaieff, Rikard de Bruin, David Francis Jackson | 1 056 413     | 122 263        | 1 178 676 | 1er   | Finaliste      |

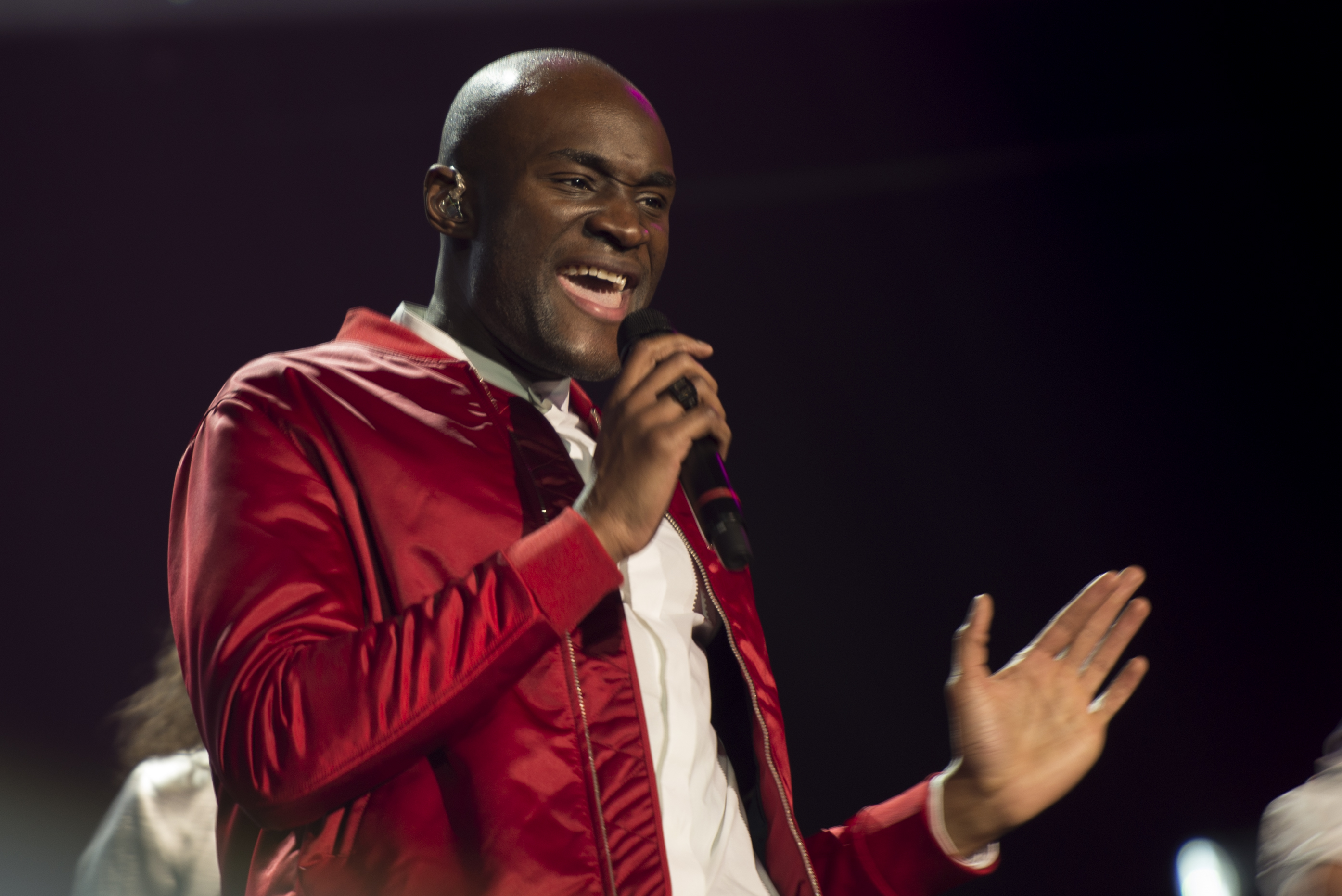
Boris René, interprétant Her Kiss.
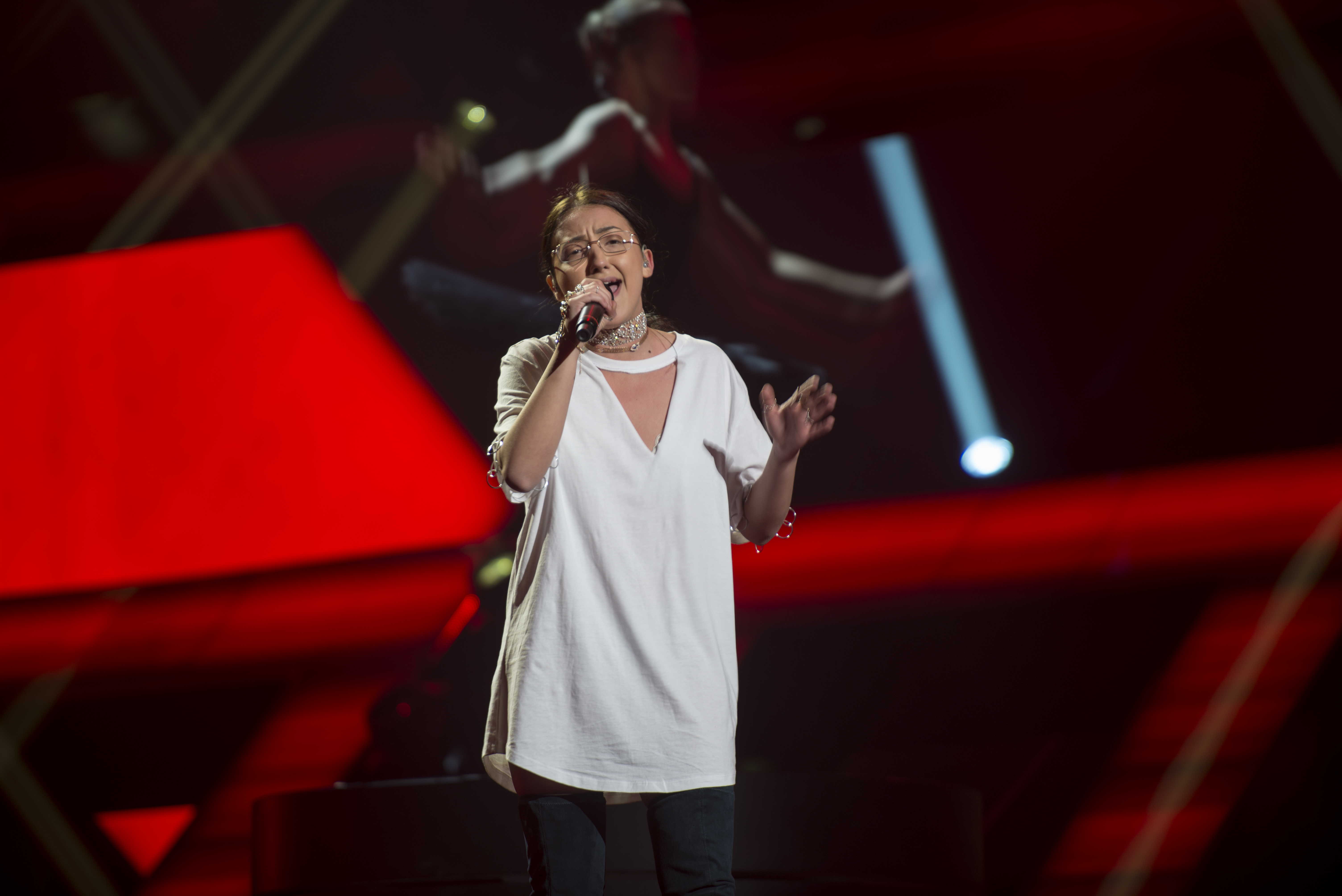
Adrijana, interprétant Amare.
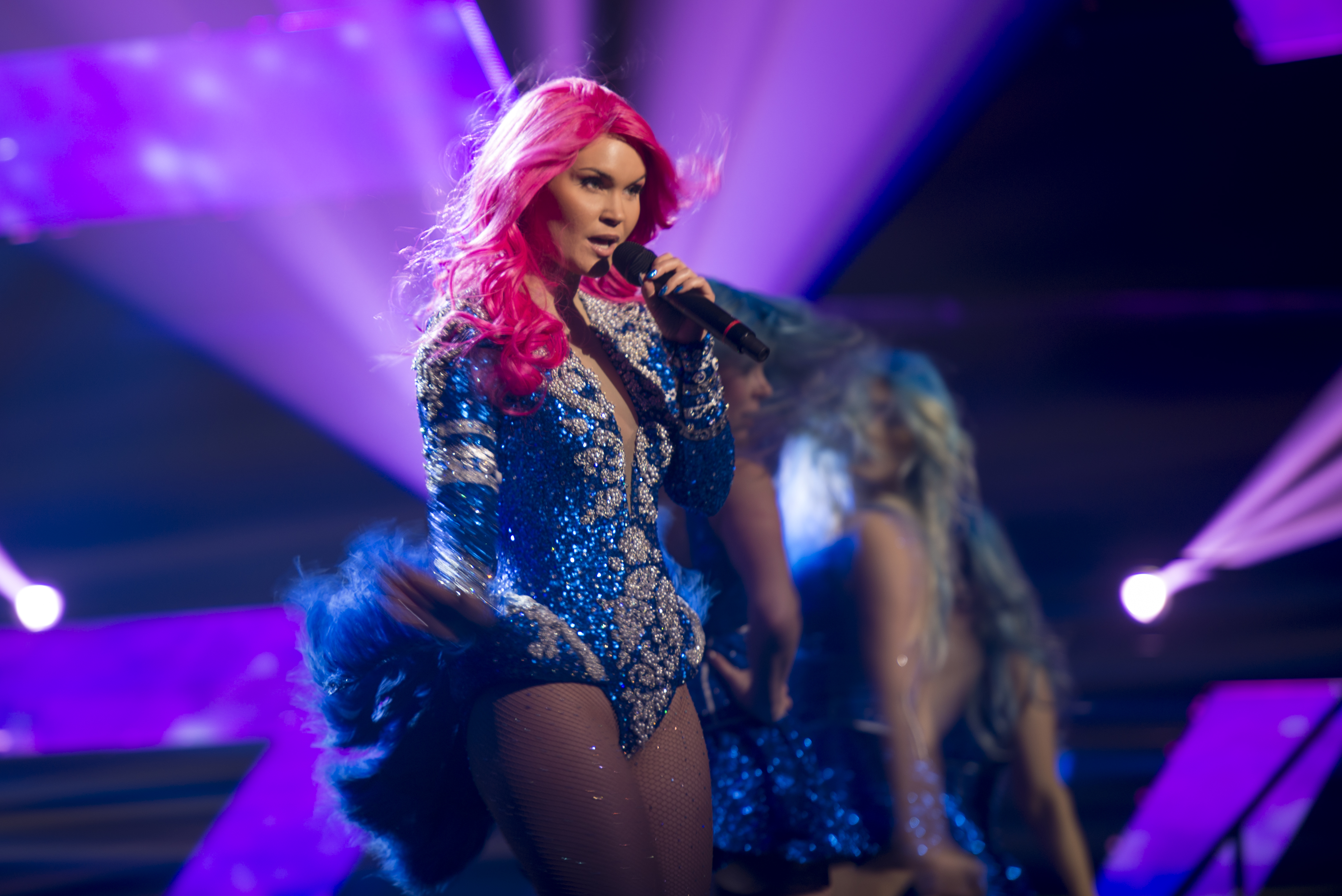
Dinah Nah, interprétant One More Night.
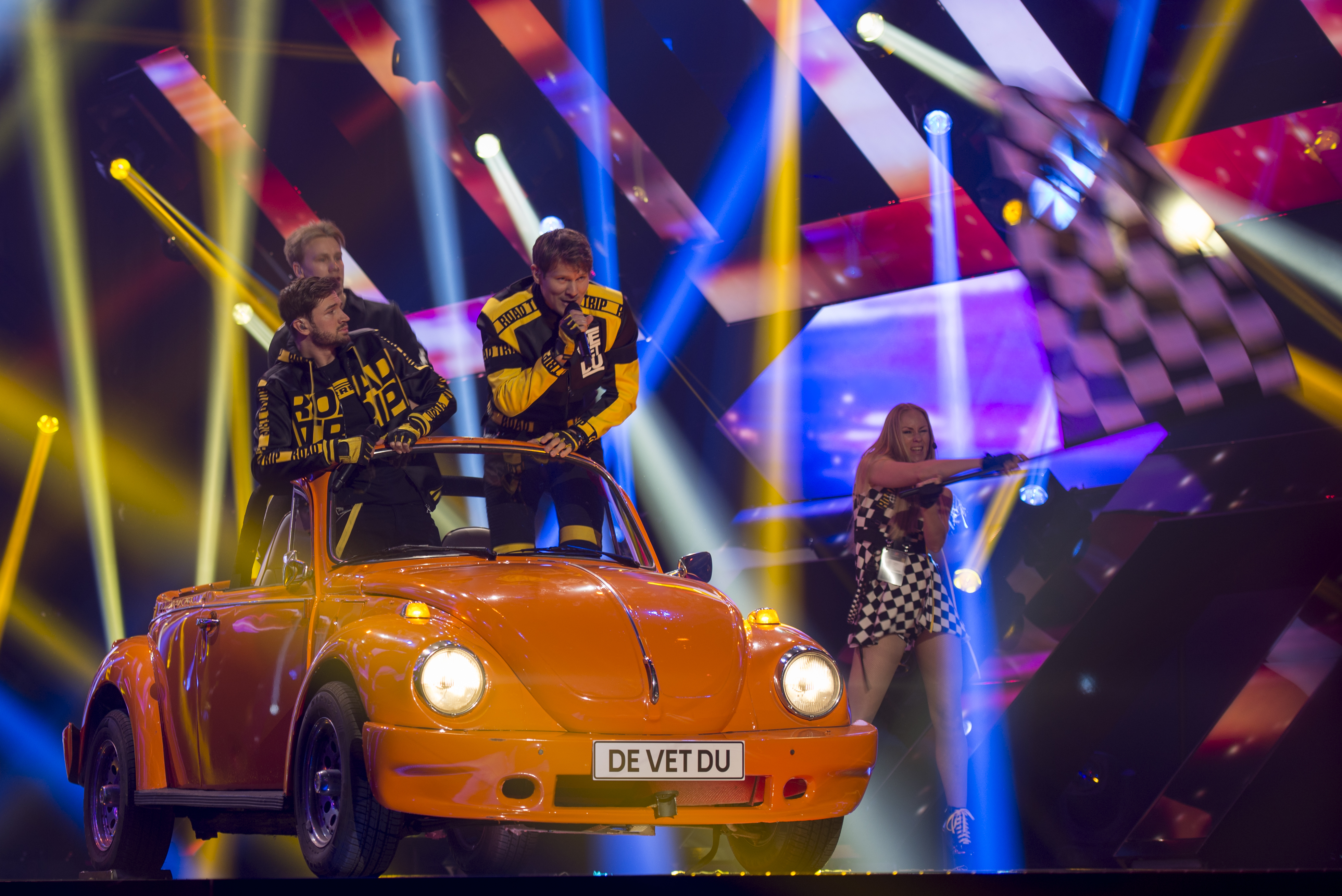
De vet du, interprétant  Road Trip.

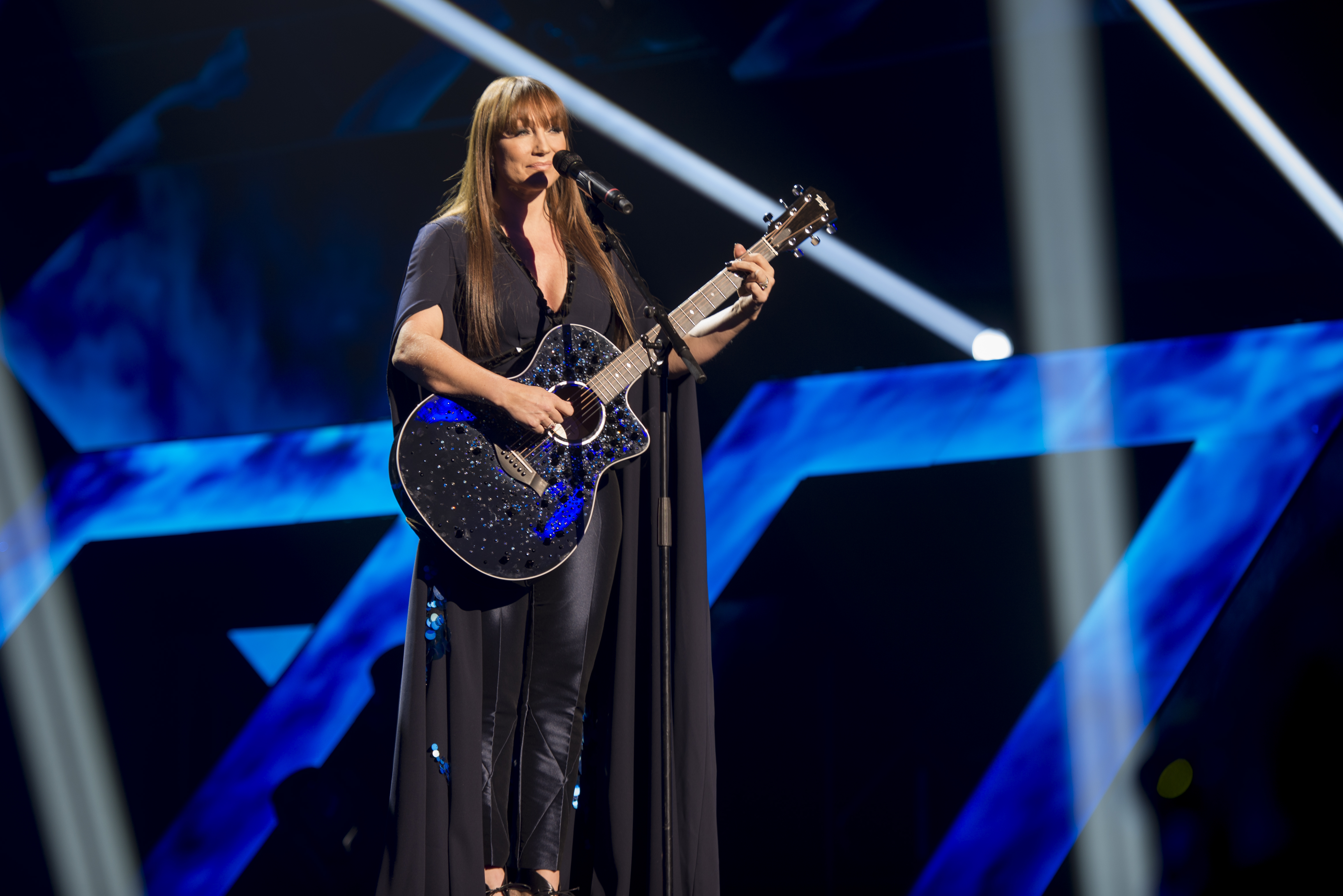
Charlotte Perrelli, interprétant Mitt Liv.
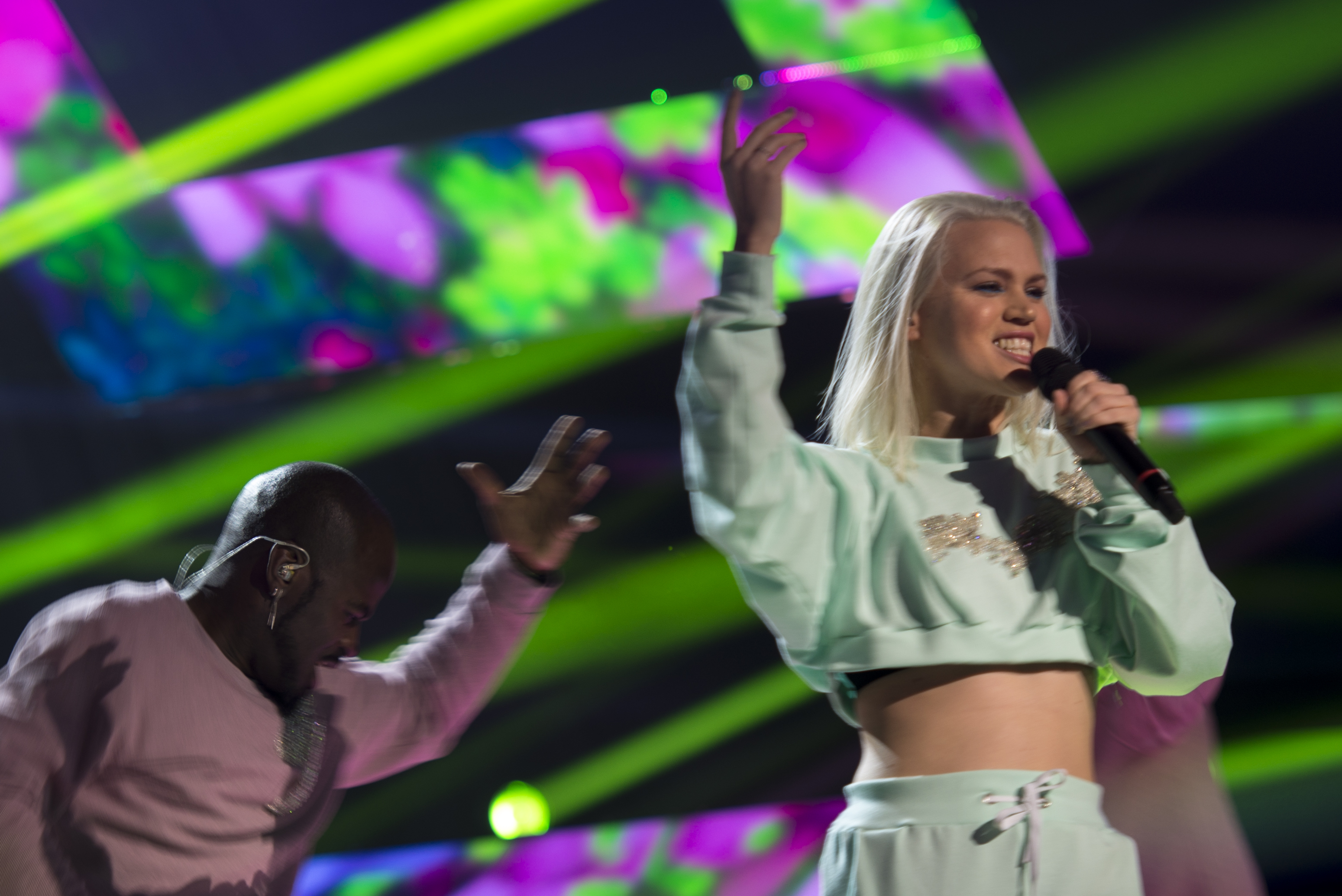
Ace Wilder, interprétant Wild Child.
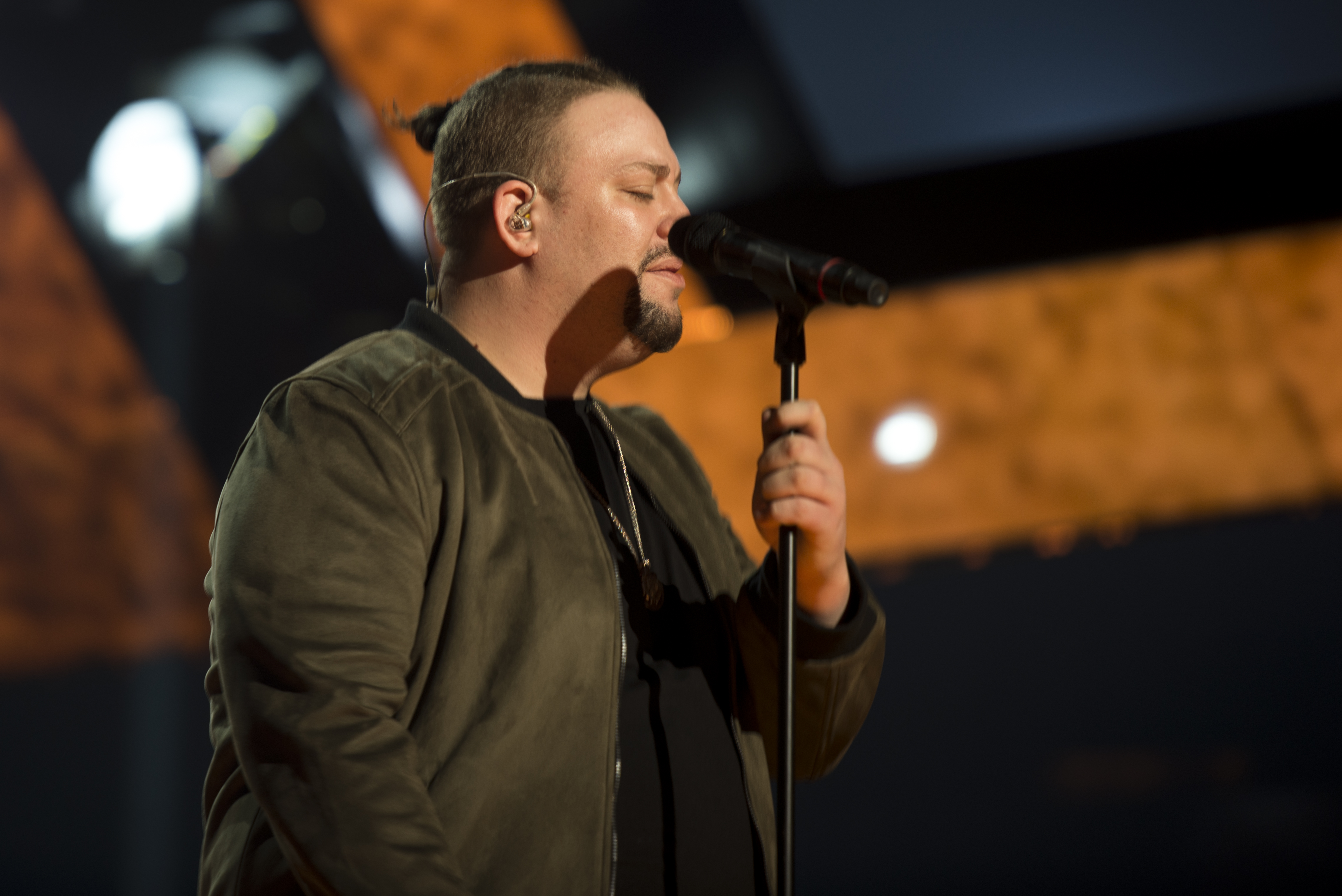
Nano, inteprétant Hold On.

### Deuxième demi-finale
La deuxième demi-finale a eu lieu le 11 février 2017 à la Malmö Arena à Malmö. Durant cette demi-finale il y a eu 5 395 695 votes.
| # | Artiste           | Chanson (Traduction)                  | Compositeurs                                                                  | Votes manche 1 | Votes Manche 2 | Total     | Place | Résultat       |
| - | ----------------- | ------------------------------------- | ----------------------------------------------------------------------------- | -------------- | -------------- | --------- | ----- | -------------- |
| 1 | Mariette          | A Million Years (Un million d'années) | Thomas G:son, Johanna Jansson, Peter Boström, Mariette Hansson, Jenny Hansson | 997 489        | 93 211         | 1 090 700 | 1re   | Finaliste      |
| 2 | Roger Pontare     | Himmel och hav (Ciel et mer)          | Thomas G:son, Alexzandra Wickman                                              | 681 661        | 61 404         | 743 065   | 5e    | Eliminée       |
| 3 | Etzia             | Up (Haut)                             | Johnny Sanchez (en), Hanif Sabzevari, Simon Gribbe, Erica Haylett (sv)        | 363 025        | —              | 363 025   | 6e    | Eliminée       |
| 4 | Allyawan          | Vart har du vart (Où étais-tu?)       | Masse Salazar, Samuel Nazari                                                  | 346 299        | —              | 346 299   | 7e    | Eliminée       |
| 5 | Dismissed         | Hearts Align (Les cœurs s'alignent)   | Ola Salo, Peter Kvint                                                         | 668 878        | 76 880         | 745 758   | 4es   | Seconde Chance |
| 6 | Lisa Ajax         | I Don’t Give A (J'en ai rien à)       | Ola Svensson, Linnea Deb, Joy Deb, Anton Hård af Segerstad                    | 969 355        | 67 178         | 1 036 533 | 3e    | Seconde Chance |
| 7 | Benjamin Ingrosso | Good Lovin' (Bel amour)               | Benjamin Ingrosso, Louis Schoorl, Matt Pardon                                 | 966 140        | 93 588         | 1 059 728 | 2e    | Finaliste      |

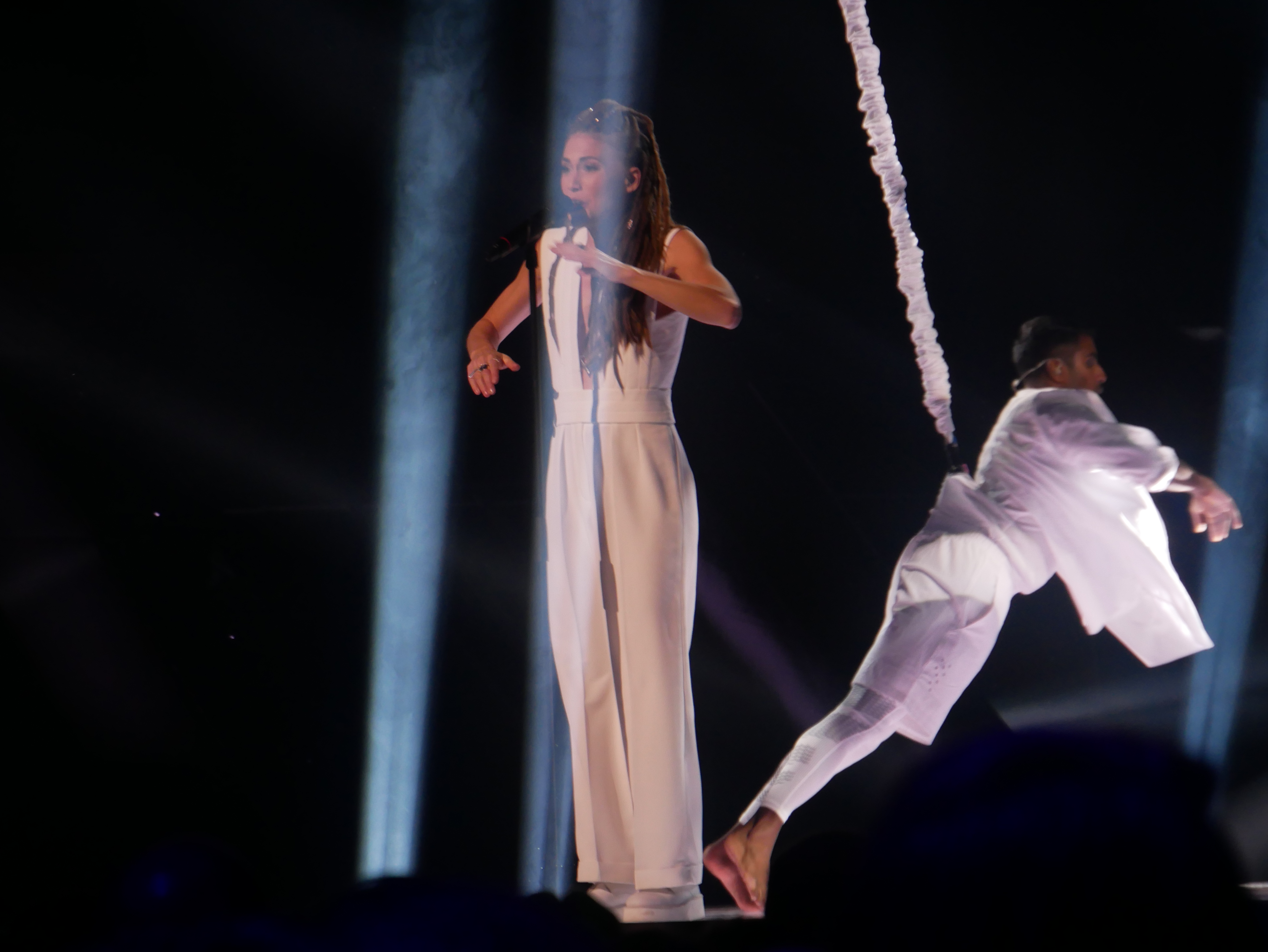
Mariette, interprétant A Million Years.
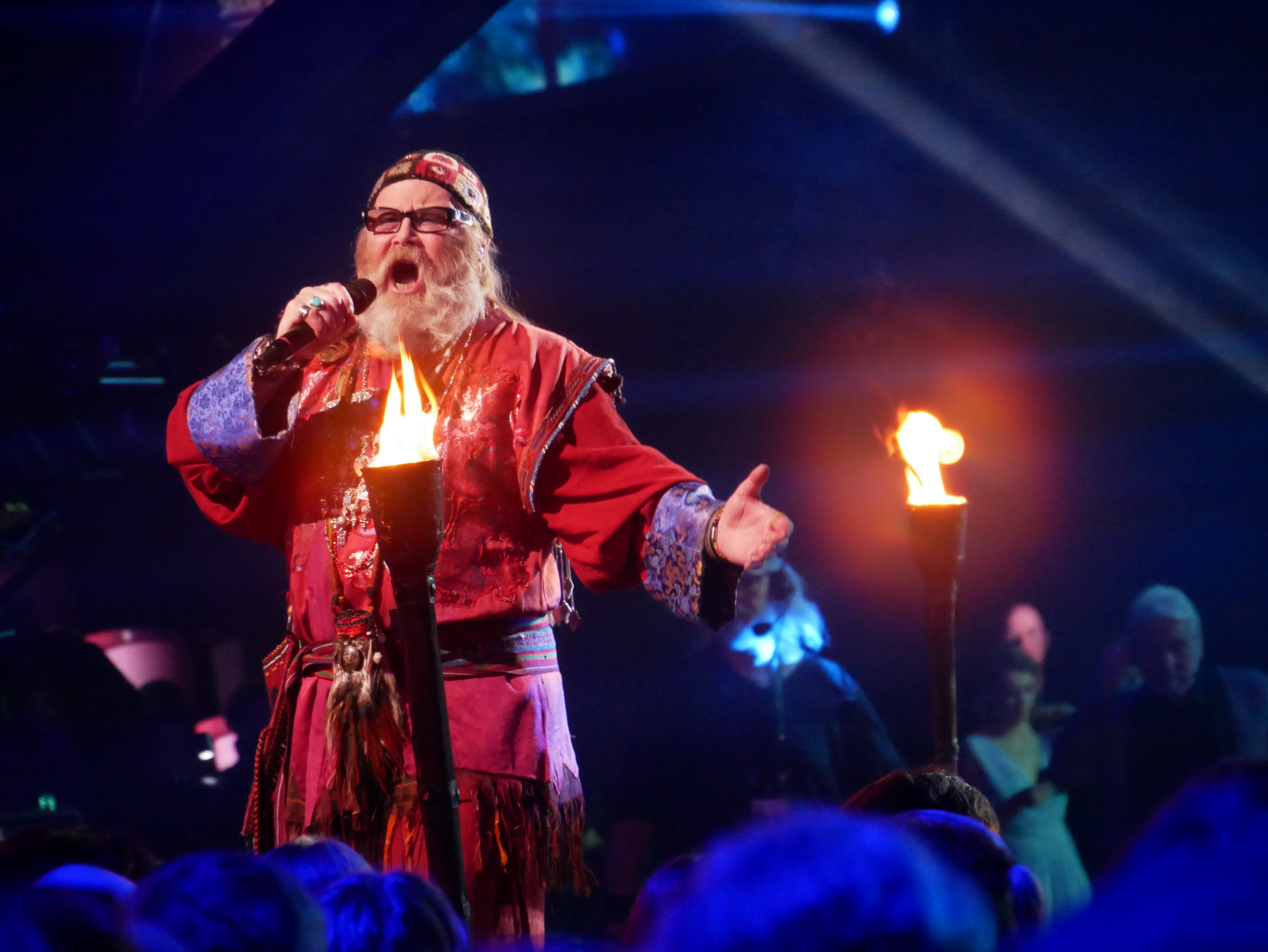
Roger Pontare, interprétant Himmel Och Hav.
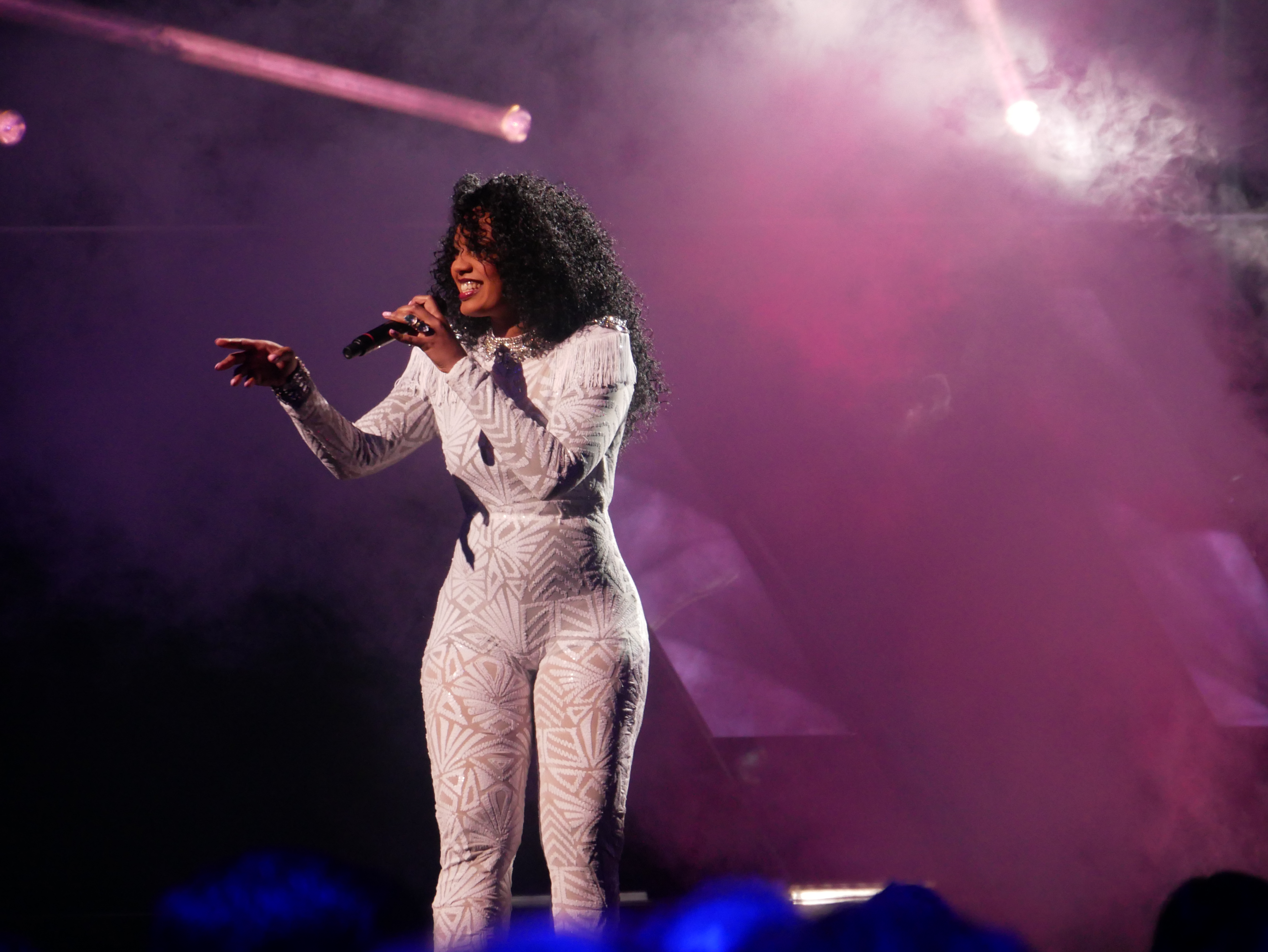
Etzia, interprétant Up.
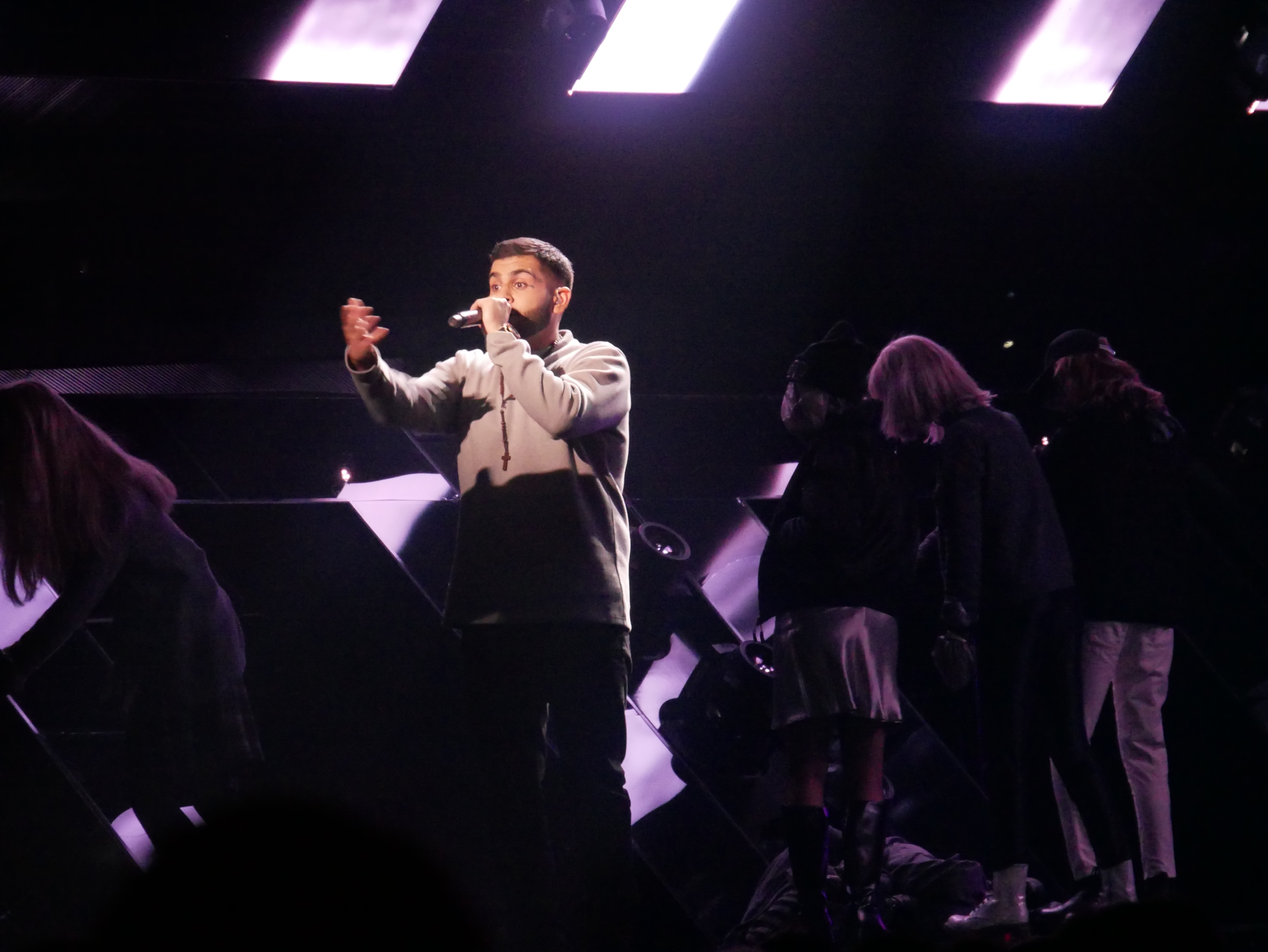
Allyawan, interprétant Vart Har Du Vart.

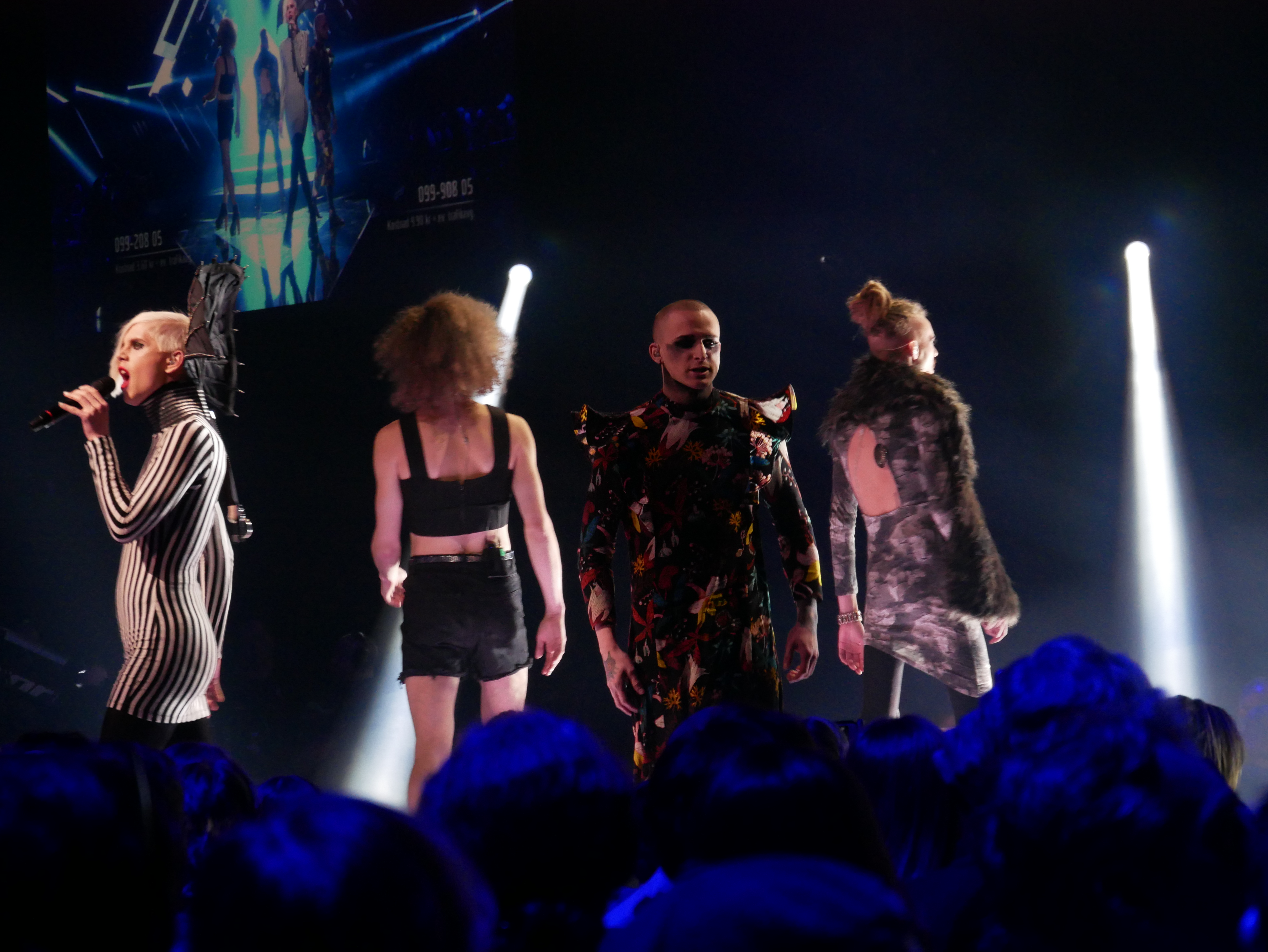
Dismissed, interprétant Hearts Align.
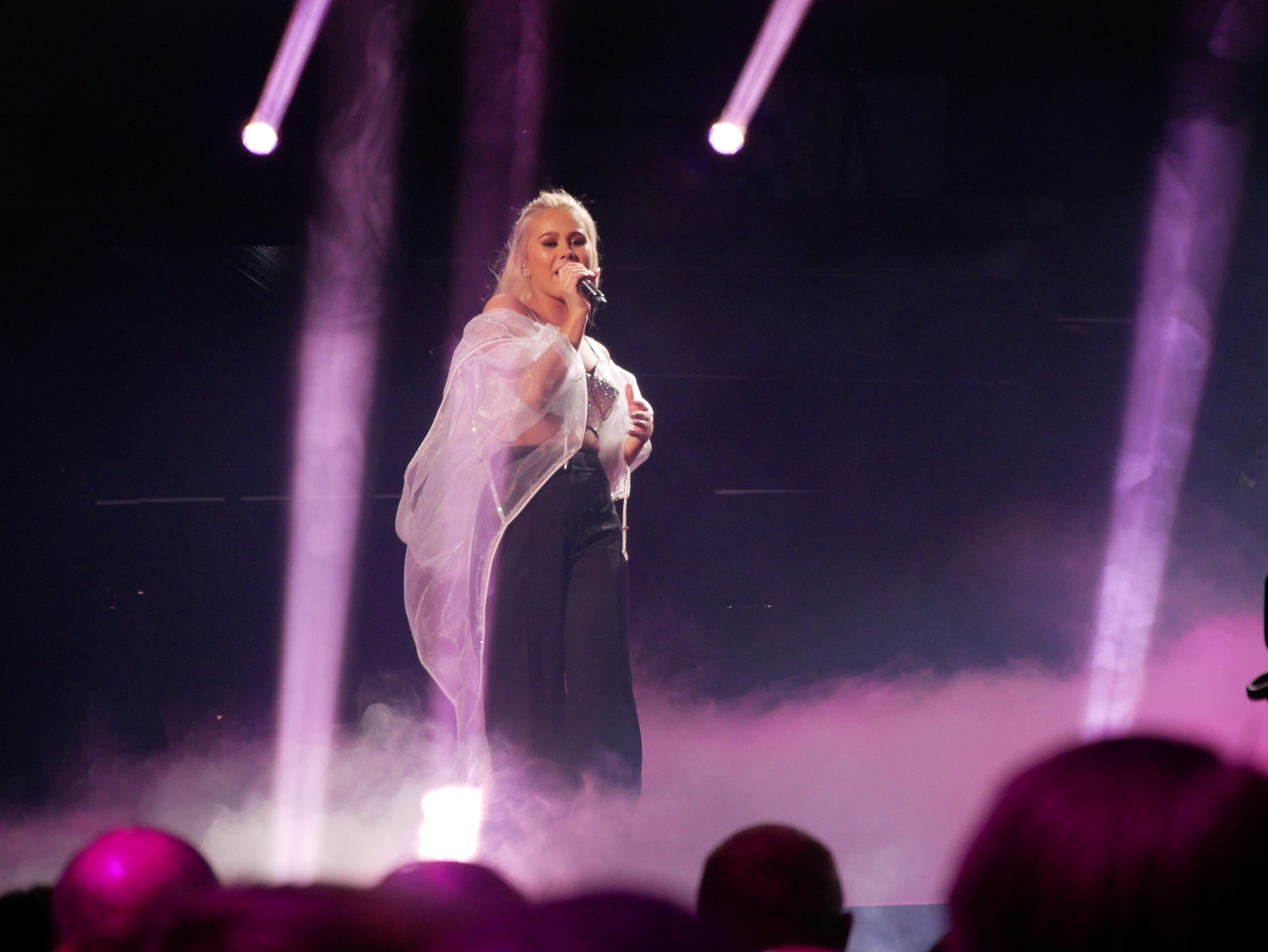
Lisa Ajax, interprétant I Don't Give A.
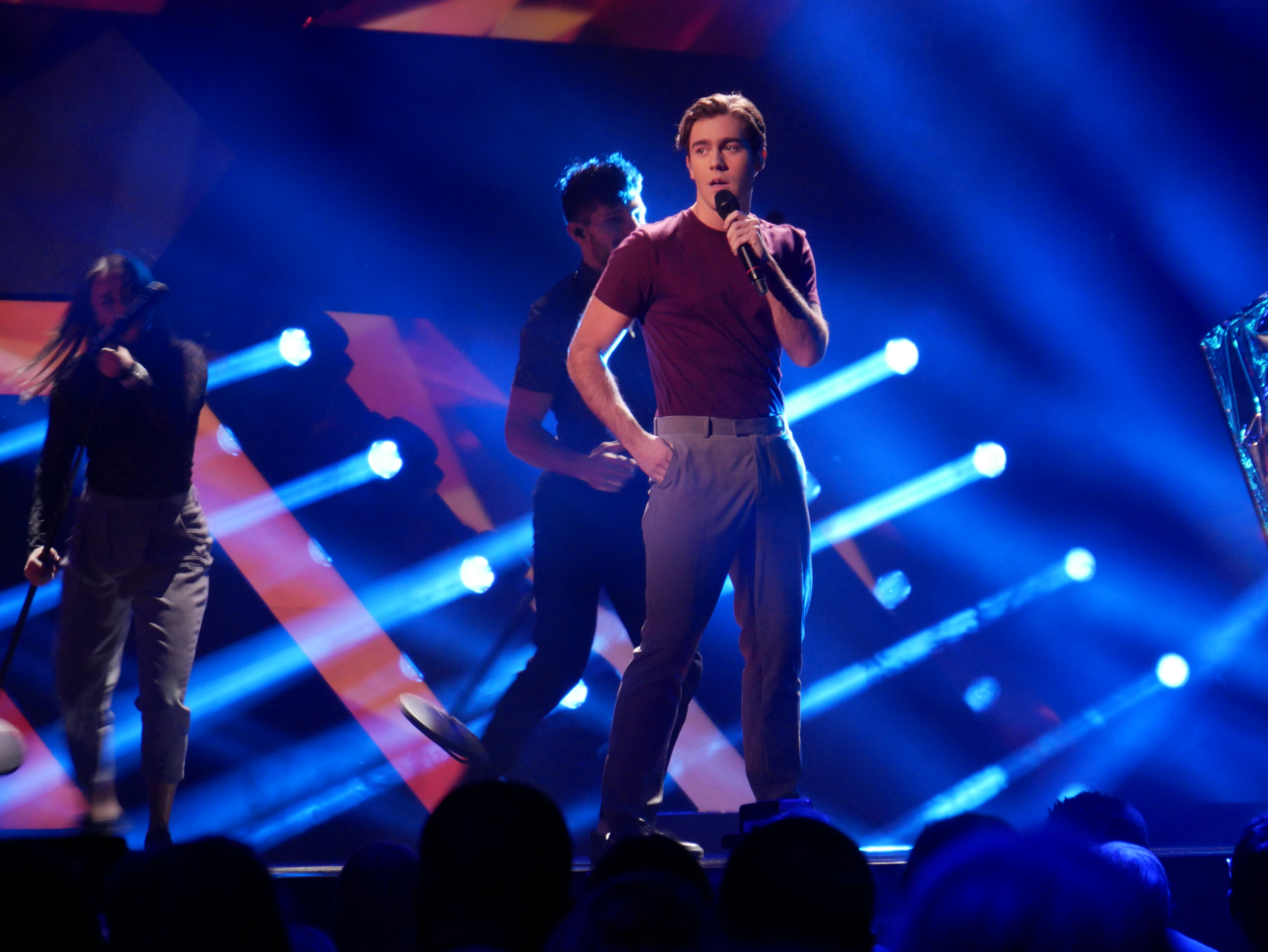
Benjamin Ingrosso, inteprétant Good Lovin'.

### Troisième demi-finale
La troisième demi-finale a eu lieu le 18 février 2017 à la Vida Arena, Växjö. Durant cette demi-finale il y a eu 5 756 071 votes.
| # | Artiste          | Chanson (Traduction)                            | Compositeurs                                                                | Votes Manche 1 | Votes manche 2 | Total     | Place | Résultat       |
| - | ---------------- | ----------------------------------------------- | --------------------------------------------------------------------------- | -------------- | -------------- | --------- | ----- | -------------- |
| 1 | Robin Bengtsson  | I Can’t Go On (Je ne peux pas continuer)        | David Kreuger, Hamed "K-One" Pirouzpanah, Robin Stjernberg                  | 945 977        | 85 502         | 1 031 479 | 1er   | Finaliste      |
| 2 | Krista Siegfrids | Snurra min jord (Fais tourner mon monde)        | Krista Siegfrids, Gustaf Svenungsson, Magnus Wallin, Gabriel Alares         | 407 769        | —              | 407 769   | 7e    | Eliminée       |
| 3 | Anton Hagman     | Kiss You Goodbye (Te dire au revoir)            | Christian Fast, Tim Schou, Henrik Nordenback                                | 811 844        | 68 796         | 880 640   | 4e    | Seconde Chance |
| 4 | Jasmine Kara     | Gravity (Gravité)                               | Anderz Wrethov, Jasmine Kara                                                | 672 565        | —              | 672 565   | 6e    | Eliminée       |
| 5 | Owe Thörnqvist   | Boogieman Blues                                 | Owe Thörnqvist                                                              | 803 452        | 158 074        | 961 526   | 2e    | Finaliste      |
| 6 | Bella & Filippa  | Crucified (Curcifié)                            | Peter Hägerås, Mats Frisell, Jakob Stadell, Filippa Frisell, Isabella Snihs | 783 759        | 83 582         | 867 341   | 5e    | Eliminée       |
| 7 | FO&O             | Gotta Thing About You (Quelques choses sur toi) | Robert "Mutt" Lange, Tony Nilsson                                           | 825 454        | 87 576         | 913 030   | 3es   | Seconde Chance |

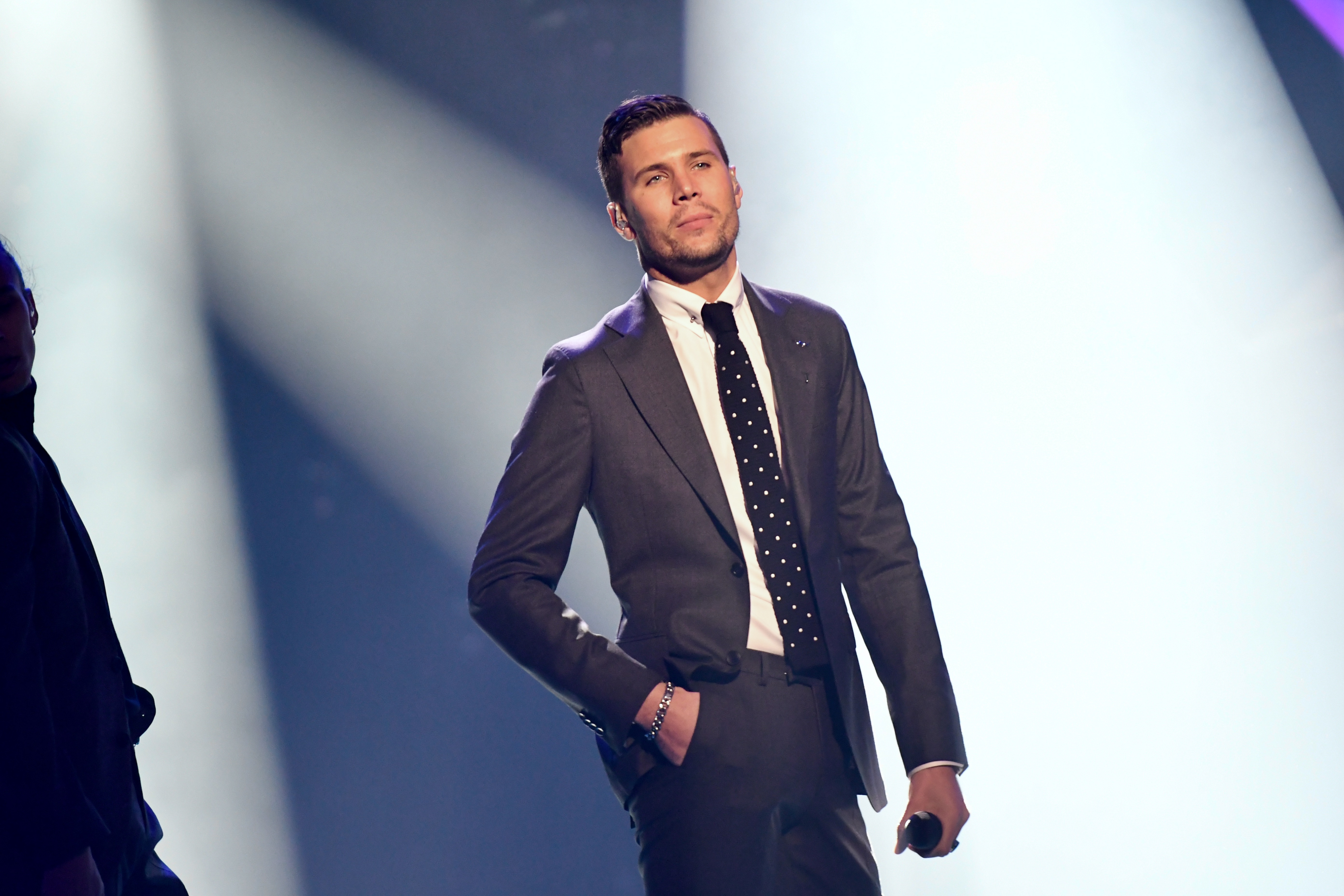
Robin Bengtsson, interprétant I Can’t Go On.
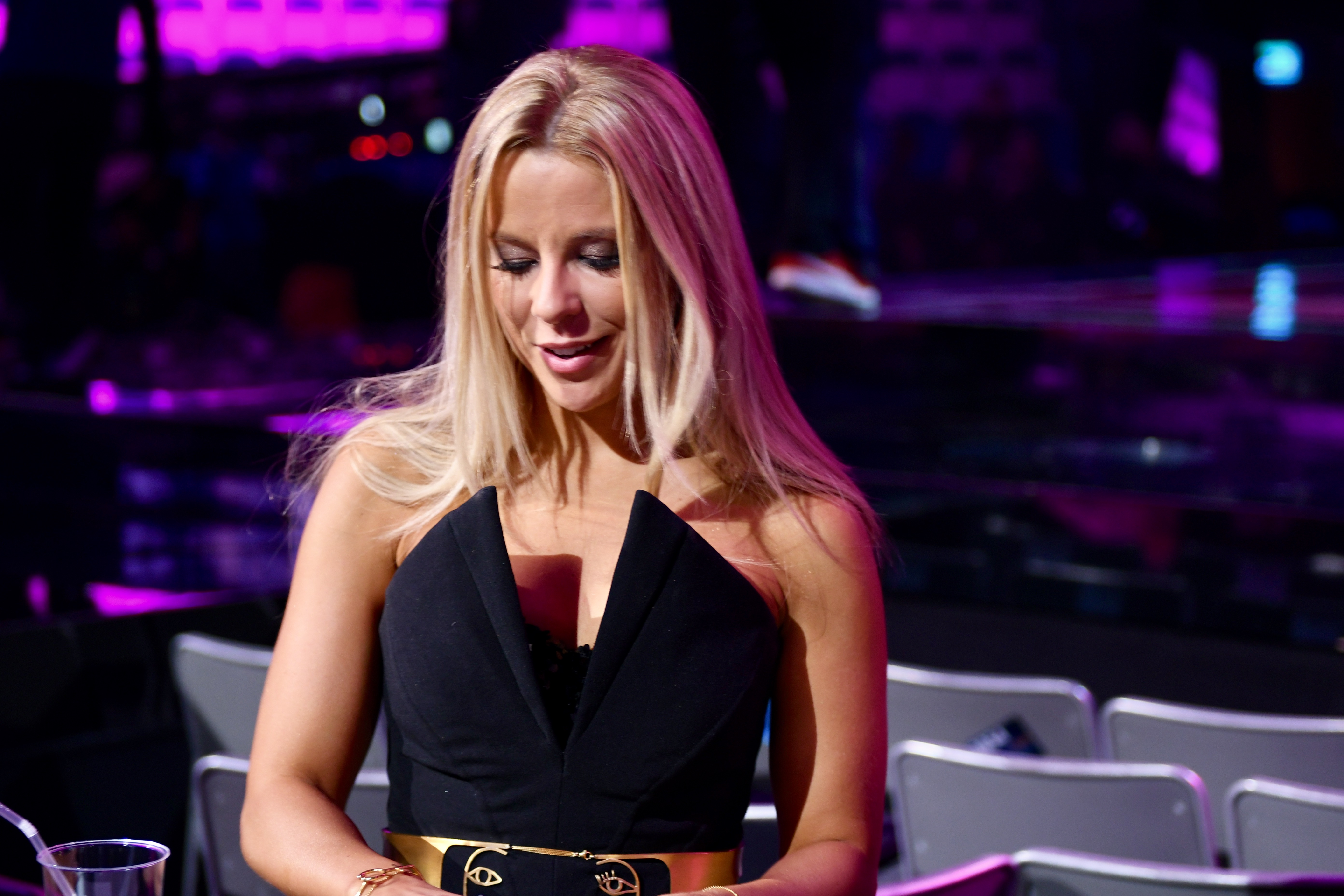
Krista Siegfrids, interprétant Snurra min jord.
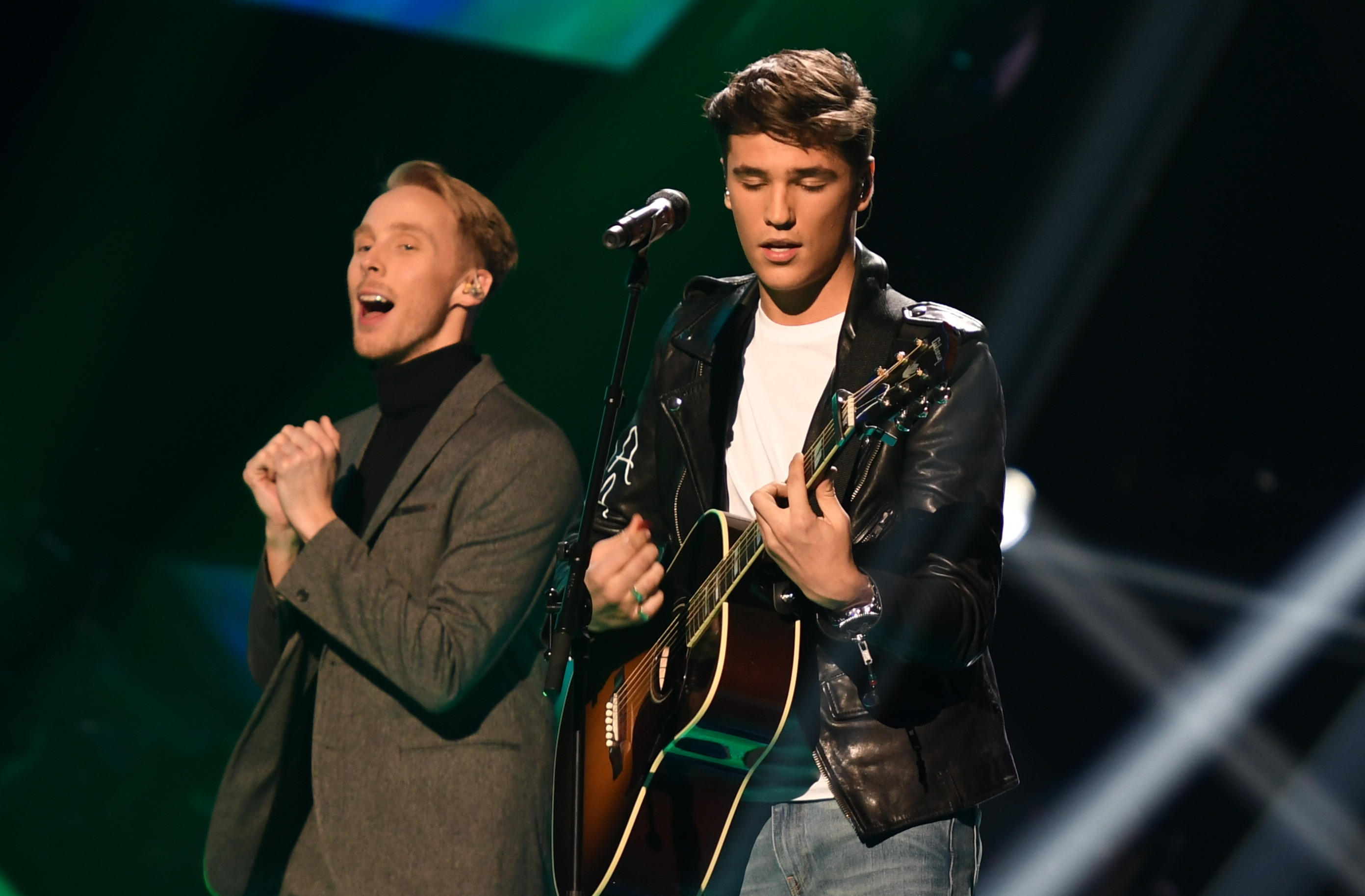
Anton Hagman, interprétant Kiss You Goodbye.
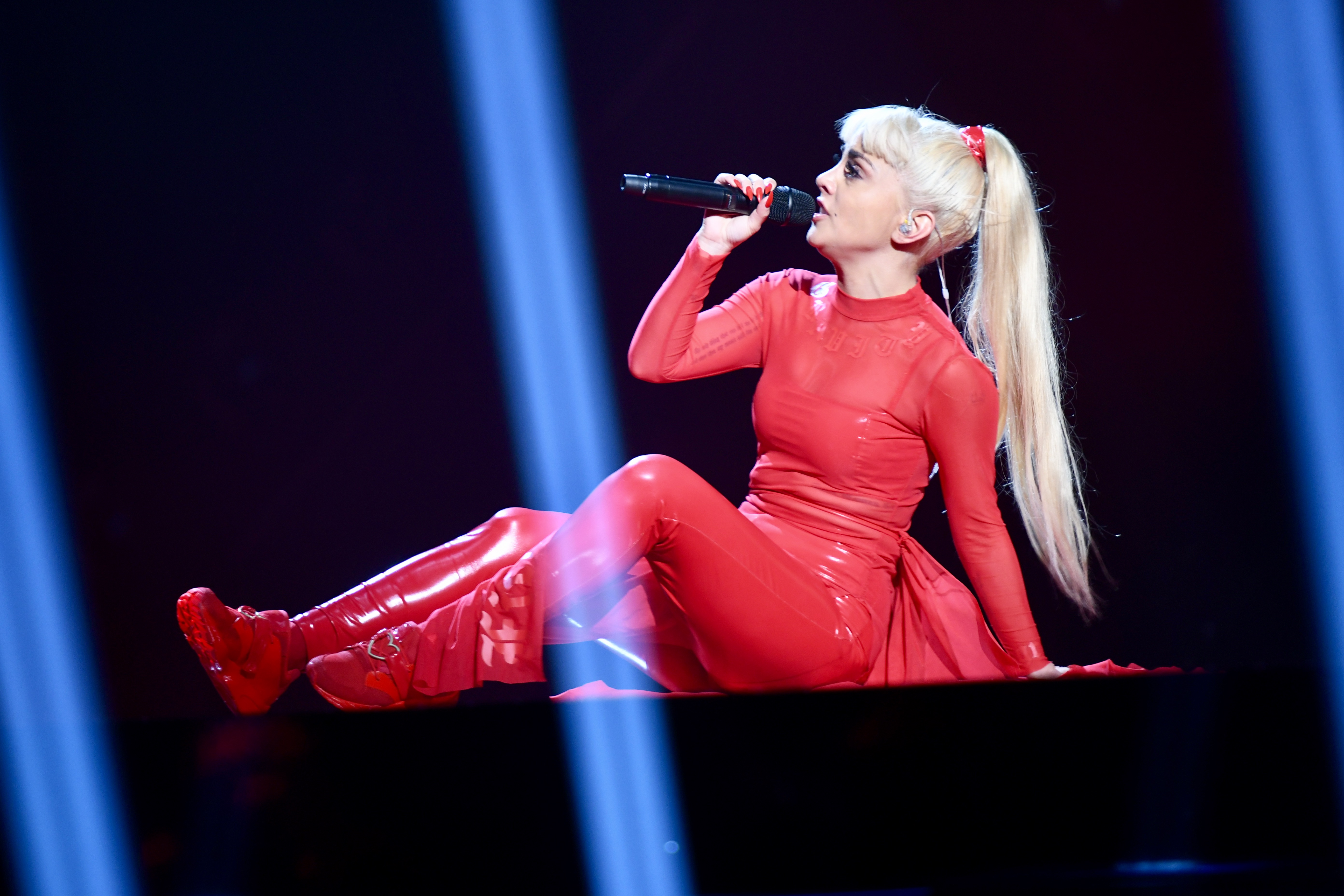
Jasmine Kara, interprétant Gravity

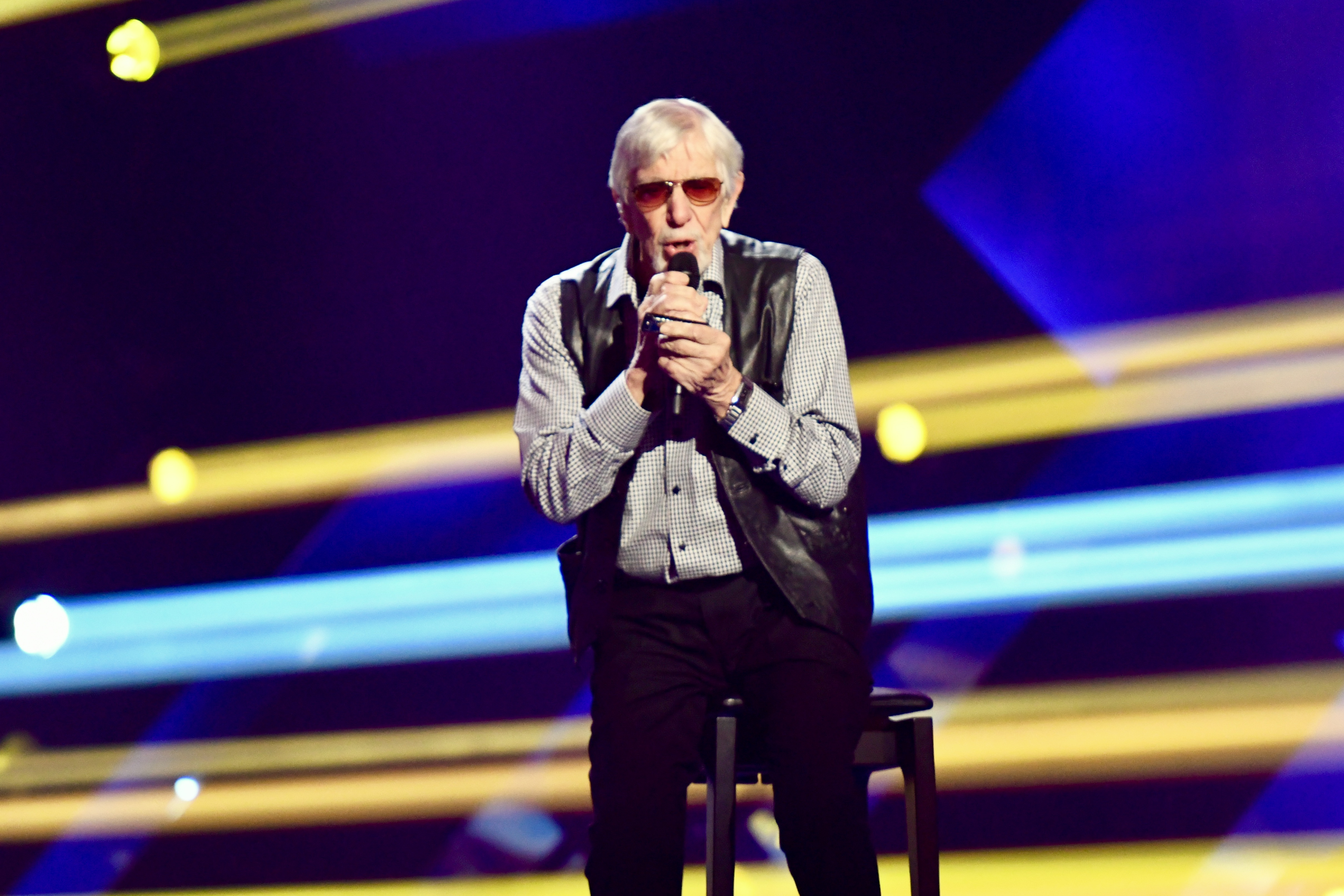
Owe Thörnqvist, interprétant Boogieman Blues.
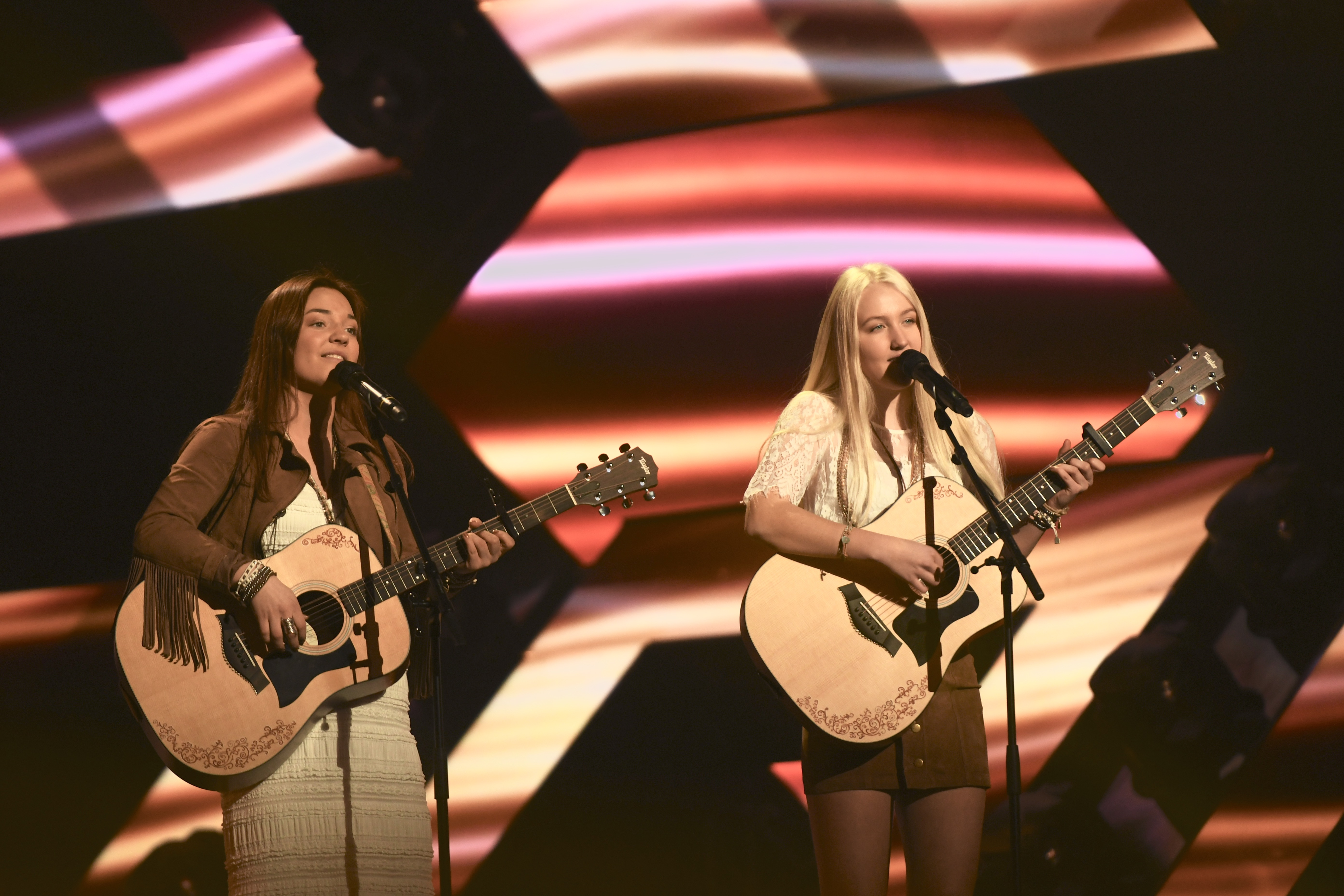
Bella & Filippa, interprétant Crucified.
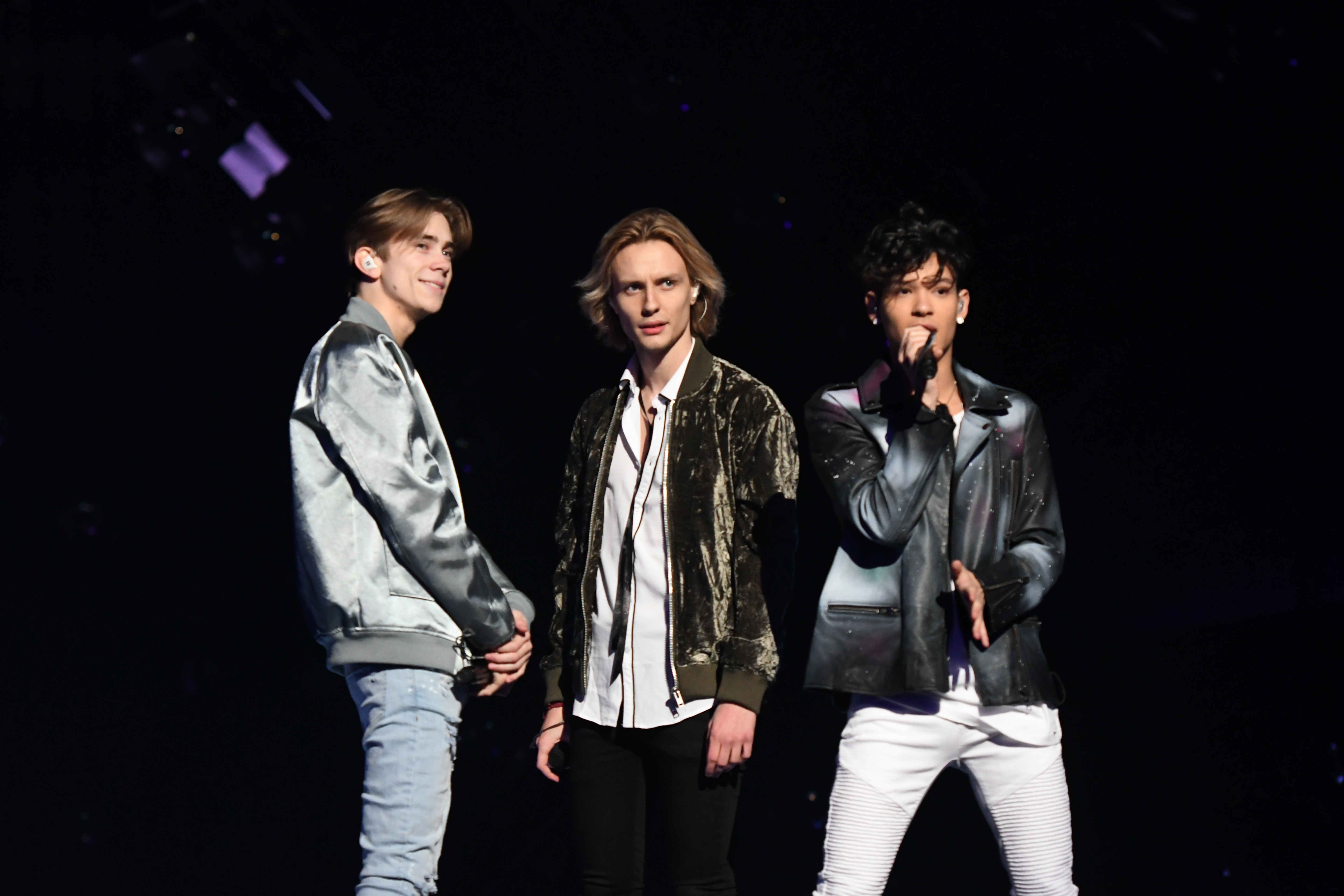
FO&O, interprétant Gotta Thing About You.

### Quatrième demi-finale
La quatrième et dernière demi-finale a eu lieu le 25 février 2017 à la Skellefteå Kraft Arena de Skellefteå. Durant cette demi-finale il y a eu 4 951 648 votes.
| # | Artiste                           | Chanson (Traduction)                                                                   | Compositeurs                                                                                       | Votes Manche 1 | Votes Manche 2 | Total     | Place | Résultat       |
| - | --------------------------------- | -------------------------------------------------------------------------------------- | -------------------------------------------------------------------------------------------------- | -------------- | -------------- | --------- | ----- | -------------- |
| 1 | Jon Henrik Fjällgren feat. Aninia | En värld full av strider (Vearelde gusnie jeenh vigkieh) (Un monde plein de batailles) | Jon Henrik Fjällgren, Sara Biglert, Christian Schneider, Andreas Hedlund                           | 815 030        | 101 324        | 916 354   | 2es   | Finaliste      |
| 2 | Alice                             | Running With Lions (Courir avec les lions)                                             | Anderz Wrethov, Denniz Jamm, Andreas "Stone" Johansson, Alice Svensson                             | 673 153        | 49 243         | 722 396   | 5e    | Eliminée       |
| 3 | Les Gordons                       | Bound to Fall (Obligé de tomber)                                                       | Jonatan Renström, Albert Björliden, Andreas Persson, Carl Ragnemyr, David Runebjörk, Jimmy Jansson | 400 845        | —              | 400 845   | 6e    | Éliminés       |
| 4 | Wiktoria                          | As I Lay Me Down (Alors que je me couche)                                              | Justin Forrest, Jonas Wallin, Lauren Dyson                                                         | 987 935        | 84 445         | 1 072 380 | 1re   | Finaliste      |
| 5 | Axel Schylström                   | När ingen ser (Quand personne ne regarde)                                              | Behshad Ashnai, Axel Schylström, David Strääf                                                      | 671 044        | 59 683         | 730 727   | 4e    | Seconde Chance |
| 6 | Sara Varga & Juha Mulari          | Du får inte ändra på mig (Tu ne peux pas me changer)                                   | Sara Varga, Lars Hägglund                                                                          | 219 558        | —              | 219 558   | 7e    | Éliminés       |
| 7 | Loreen                            | Statements (Déclarations)                                                              | Anton Hård af Segerstad, Joy Deb, Linnea Deb, Loreen                                               | 768 421        | 104 230        | 872 651   | 3e    | Seconde Chance |

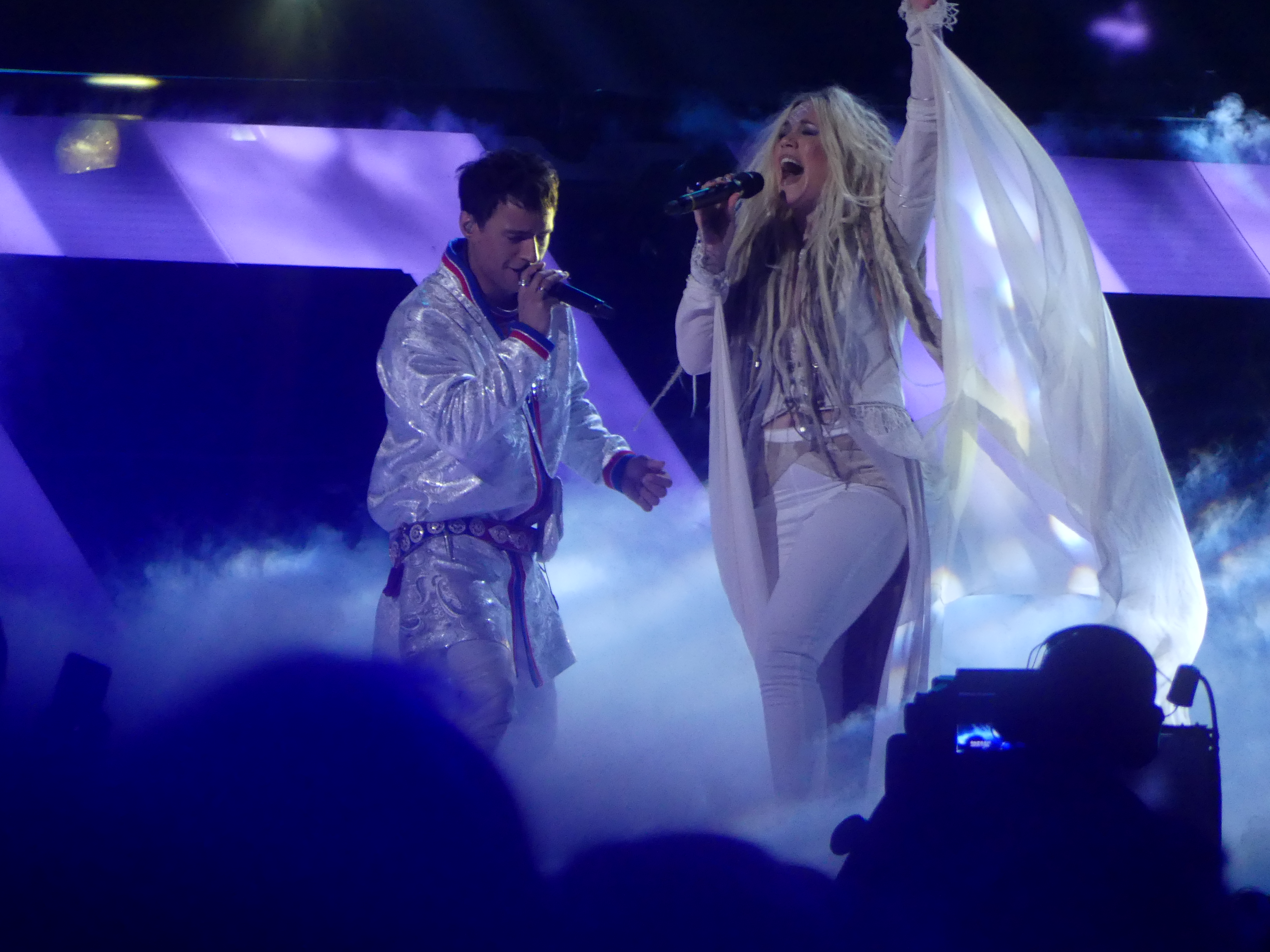
Jon Henrik Fjällgren et Aninia, interprétant En värld full av strider.
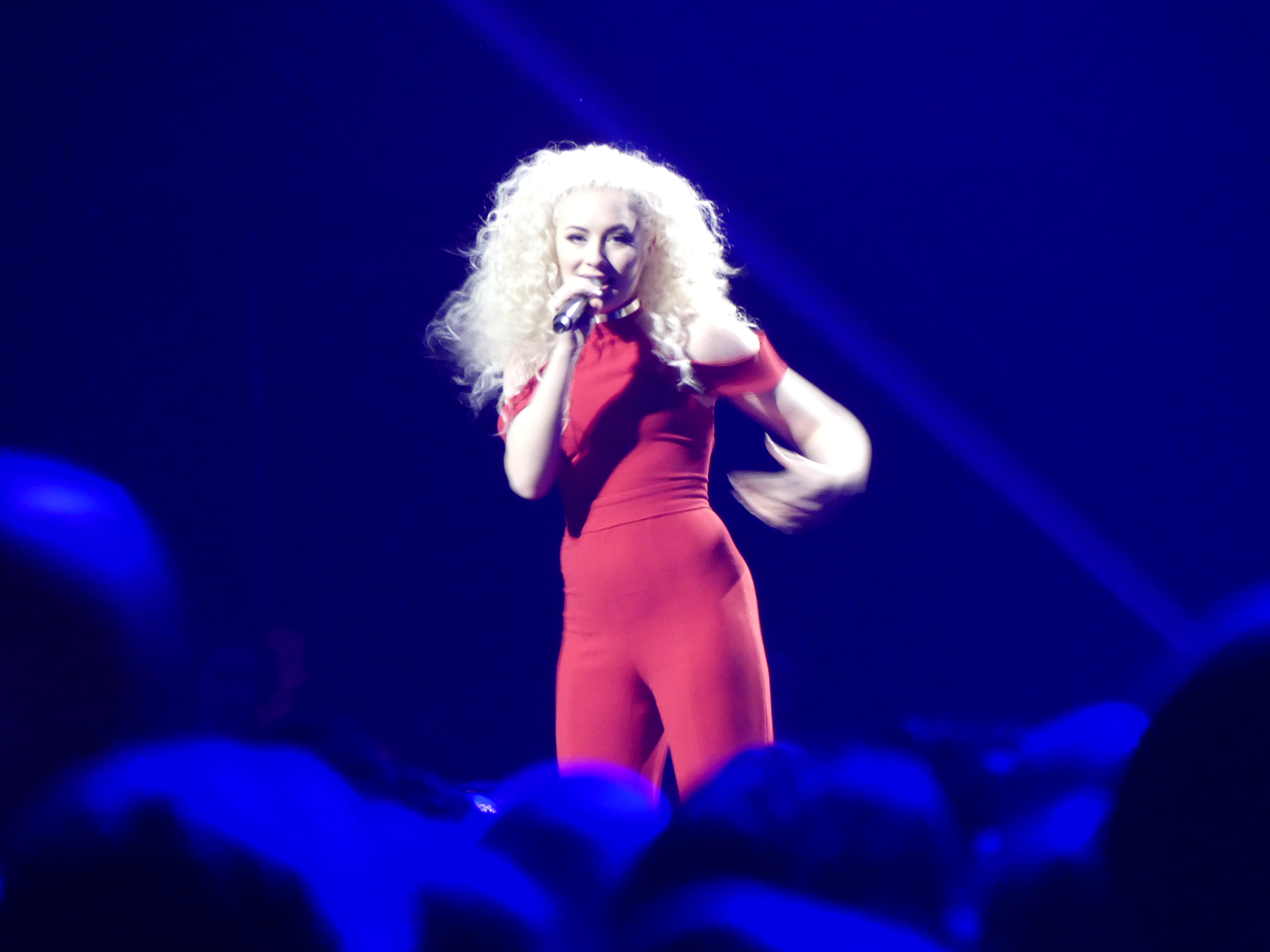
Wiktoria, interprétant As I Lay Me Down.
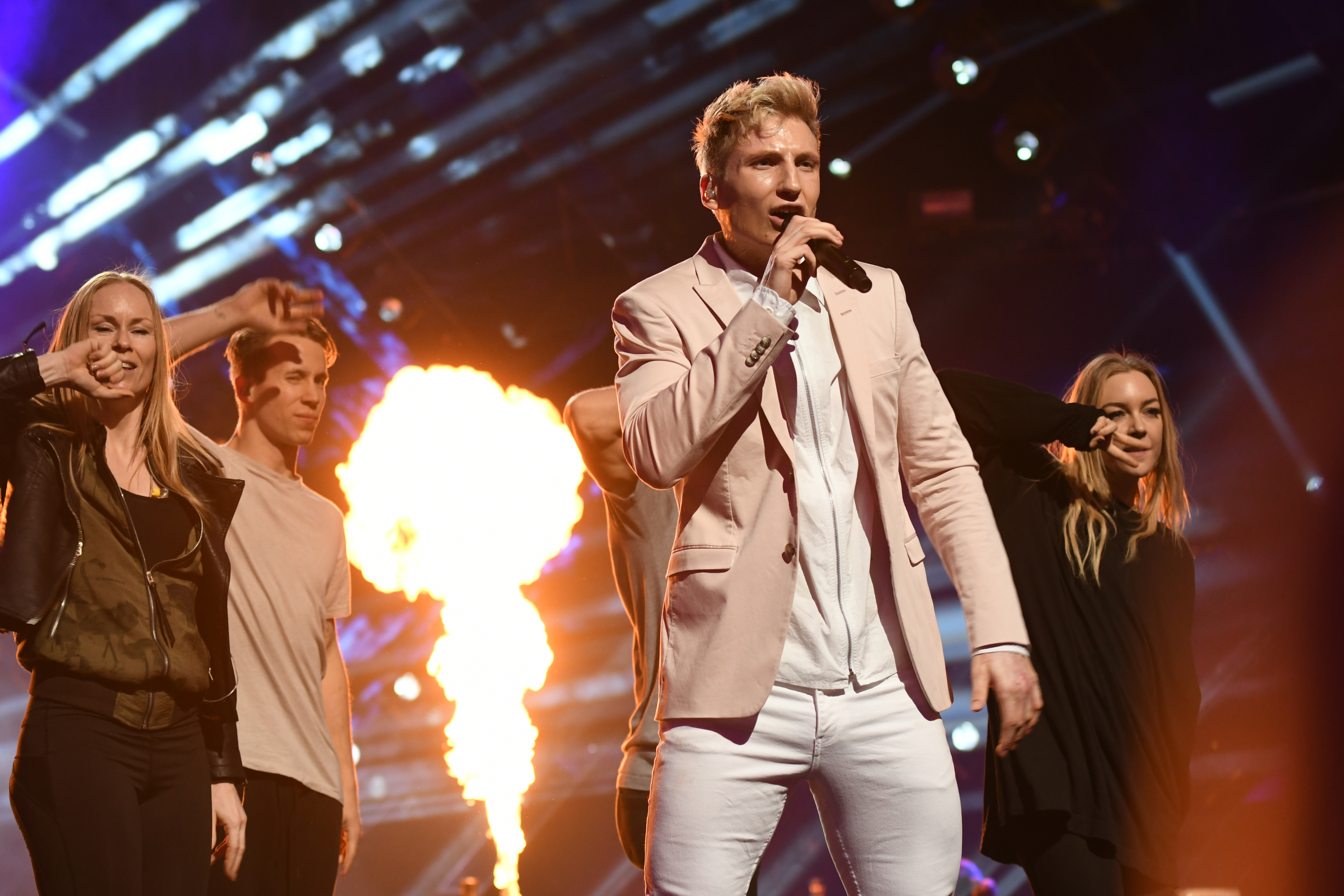
Axel Schylström, interprétant När ingen ser.
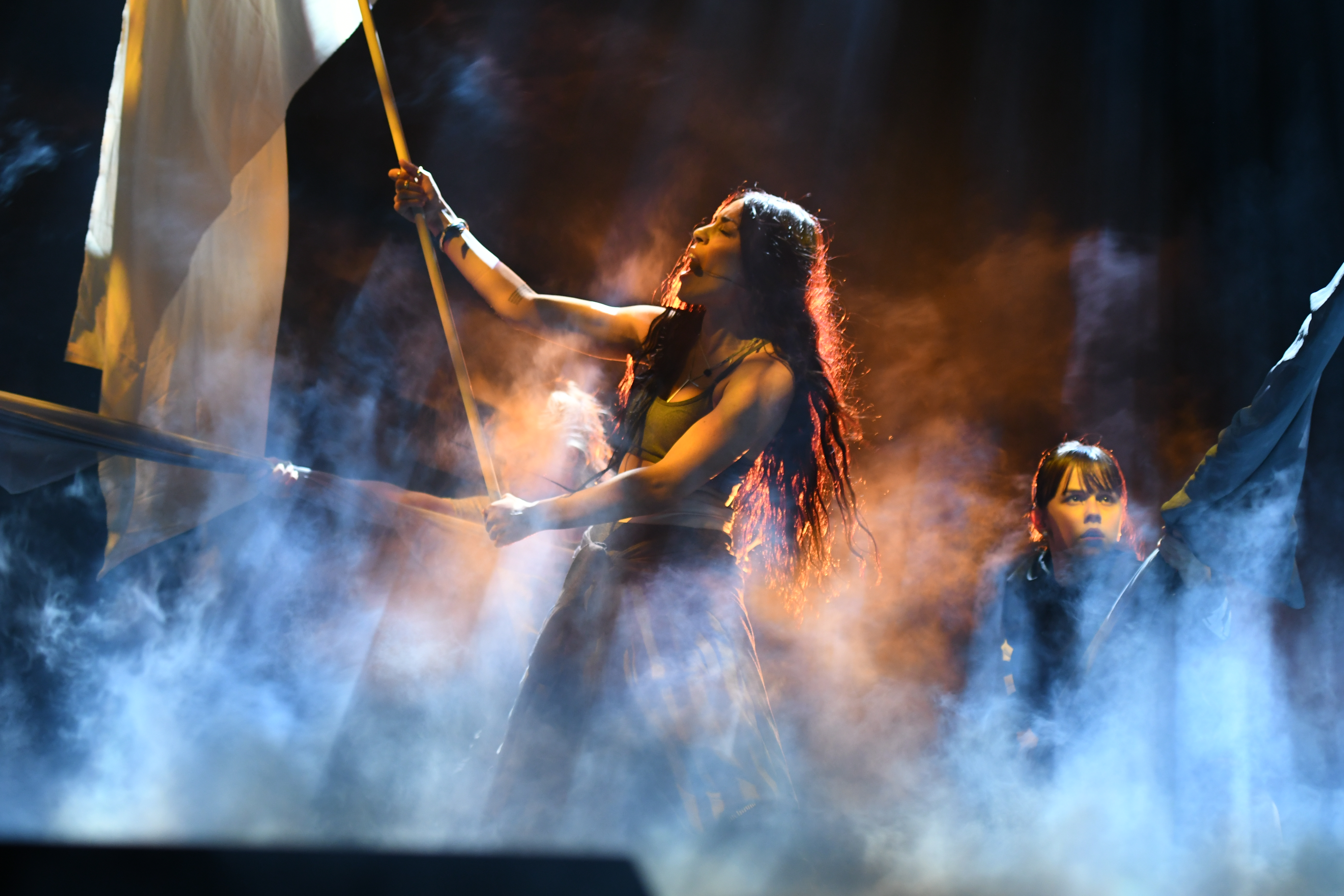
Loreen, interprétant Statements.

## Seconde Chance
La Seconde Chance (ou Andra Chansen en suédois), se déroule à la Saab Arena de Linköping le 4 mars 2017.
Elle a enregistré 7 223 709 votes.
| Duel | Artiste         | Chanson               | Votes     | Vainqueur    |
| ---- | --------------- | --------------------- | --------- | ------------ |
| 1    | FO&O            | Gotta Thing About You | 970 831   | FO&O         |
| 1    | De Vet Du       | Road Trip             | 860 182   | FO&O         |
| 2    | Axel Schylström | När ingen ser         | 926 610   | Lisa Ajax    |
| 2    | Lisa Ajax       | I Don't Give A        | 932 362   | Lisa Ajax    |
| 3    | Boris René      | Her Kiss              | 1 061 289 | Boris René   |
| 3    | Dismissed       | Hearts Align          | 607 015   | Boris René   |
| 4    | Anton Hagman    | Kiss You Goodbye      | 975 547   | Anton Hagman |
| 4    | Loreen          | Statements            | 889 873   | Anton Hagman |

## Finale
La finale de l'édition 2017 du Melodifestivalen a eu lieu à la Friends Arena dans la ville de Solna, comté de Stockholm. Les douze artistes présents dans cette finale sont les huit artistes qui ont terminé premiers et deuxièmes de leur demi-finale et les quatre ayant été qualifiés lors de la Seconde Chance.
Pour désigner le vainqueur de la finale et du concours, le système mis en place est celui du 50/50 avec 50 % des votes du jury (international) et 50 % des votes des téléspectateurs suédois.
Afin d'être éligibles et en accord avec les règles de l'Eurovision, les paroles de I Don't Give A de Lisa Ajax et I Can't Go On de Robin Bengtsson ont été légèrement modifiées, les textes ne pouvant contenir des paroles injurieuses.
| #  | Chanson                                                  | Artiste                           | Drapeau de la Pologne | Drapeau de la Tchéquie | Drapeau de la Norvège | Drapeau de l'Italie | Drapeau de Malte | Drapeau d’Israël | Drapeau de la France | Drapeau de l'Australie | Drapeau du Royaume-Uni | Drapeau de l'Arménie | Drapeau de l'Ukraine | Points des jurys | Téléphone et SMS | Téléphone et SMS | Téléphone et SMS | Total | Place |
| #  | Chanson                                                  | Artiste                           | Drapeau de la Pologne | Drapeau de la Tchéquie | Drapeau de la Norvège | Drapeau de l'Italie | Drapeau de Malte | Drapeau d’Israël | Drapeau de la France | Drapeau de l'Australie | Drapeau du Royaume-Uni | Drapeau de l'Arménie | Drapeau de l'Ukraine | Points des jurys | Nombre           | Pourcentage      | Points           | Total | Place |
| -- | -------------------------------------------------------- | --------------------------------- | --------------------- | ---------------------- | --------------------- | ------------------- | ---------------- | ---------------- | -------------------- | ---------------------- | ---------------------- | -------------------- | -------------------- | ---------------- | ---------------- | ---------------- | ---------------- | ----- | ----- |
| 1  | Wild Child                                               | Ace Wilder                        | –                     | –                      | –                     | 6                   | 10               | 2                | 2                    | 2                      | 12                     | 1                    | –                    | 35               | 920 421          | 6,8 %            | 32               | 67    | 7     |
| 2  | Her Kiss                                                 | Boris René                        | 6                     | 8                      | 4                     | –                   | 2                | 4                | –                    | 1                      | –                      | 6                    | 4                    | 35               | 904 646          | 6,7 %            | 31               | 66    | 8     |
| 3  | I Don't Give A                                           | Lisa Ajax                         | –                     | 12                     | 1                     | –                   | –                | –                | 1                    | –                      | –                      | –                    | 2                    | 16               | 847 353          | 6,2 %            | 30               | 46    | 9     |
| 4  | I Can't Go On                                            | Robin Bengtsson                   | 12                    | 4                      | 12                    | 8                   | 8                | 12               | 10                   | 10                     | 4                      | 8                    | 8                    | 96               | 1 435 963        | 10,6 %           | 50               | 146   | 1     |
| 5  | En värld full av strider (Vearelde gusnie jeenh vigkieh) | Jon Henrik Fjällgren feat. Aninia | 10                    | –                      | 2                     | 12                  | –                | –                | 8                    | 8                      | 2                      | 2                    | 12                   | 56               | 1 395 012        | 10,3 %           | 49               | 105   | 3     |
| 6  | Kiss You Goodbye                                         | Anton Hagman                      | 2                     | 1                      | –                     | 2                   | –                | 1                | –                    | –                      | –                      | –                    | –                    | 6                | 1 058 232        | 7,8 %            | 37               | 43    | 10    |
| 7  | A Million Years                                          | Mariette                          | –                     | 2                      | –                     | 10                  | 6                | 8                | 12                   | 6                      | –                      | 12                   | 6                    | 62               | 1 068 531        | 7,9 %            | 37               | 99    | 4     |
| 8  | Gotta Thing About You                                    | FO&O                              | –                     | –                      | –                     | –                   | –                | 6                | –                    | –                      | 1                      | –                    | –                    | 7                | 962 987          | 7,1 %            | 34               | 41    | 11    |
| 9  | Hold On                                                  | Nano                              | 4                     | 10                     | 8                     | 4                   | 12               | –                | 4                    | 4                      | 10                     | 10                   | 10                   | 76               | 1 627 843        | 11,9 %           | 57               | 133   | 2     |
| 10 | As I Lay Me Down                                         | Wiktoria                          | –                     | –                      | 6                     | –                   | 4                | –                | 6                    | –                      | 8                      | 4                    | 1                    | 29               | 1 474 526        | 10,9 %           | 51               | 80    | 6     |
| 11 | Good Lovin'                                              | Benjamin Ingrosso                 | 8                     | 6                      | 10                    | 1                   | 1                | 10               | –                    | 12                     | 6                      | –                    | –                    | 54               | 961 104          | 7,1 %            | 33               | 87    | 5     |
| 12 | Boogieman Blues                                          | Owe Thörnqvist                    | 1                     | –                      | –                     | –                   | –                | –                | –                    | –                      | –                      | –                    | –                    | 1                | 910 160          | 6,7 %            | 32               | 33    | 12    |

La finale a enregistré 13 566 778 votes.

### Jury
Les membres du jury 2017 sont :
- Arménie : Iveta Mukuchyan
- Australie : Stephanie Werret
- France : Edoardo Grassi
- Israël : Tali Eshkoli
- Italie : Nicola Caligiore
- Malte : Gordon Bonello
- Norvège : Anette Lauenborg Waaler
- Pologne : Mateusz Grzesinski
- République tchèque : Jan Bors
- Royaume-Uni : Simon Proctor
- Ukraine : Victoria Romanova

## À l'Eurovision
La Suède a participé à la première demi-finale qui a eu lieu le 9 mai 2017. Arrivé 3e avec 227 points, le pays se qualifie pour la finale du 13 mai 2017, où il termine 5e avec 344 points.